# Liste der Biografien/Bet
Liste der Biografien |
Portal Biografien |
Personensuche
# |
A |
B |
C |
D |
E |
F |
G |
H |
I |
J |
K |
L |
M |
N |
O |
P |
Q |
R |
S |
T |
U |
V |
W |
X |
Y |
Z |
?
 
Ba |
Be |
Bd |
Bg |
Bh |
Bi |
Bj |
Bl |
Bm |
Bn |
Bo |
Br |
Bs |
Bu |
Bw |
By |
Bz
 
Bea–Beb |
Bec |
Bed |
Bee |
Bef |
Beg |
Beh |
Bei |
Bej |
Bek |
Bel |
Bem |
Ben |
Beo |
Bep |
Beq |
Ber |
Bes |
Bet |
Beu |
Bev |
Bew |
Bex |
Bey |
Bez
Die Liste der Biografien führt alle Personen auf, die in der deutschsprachigen Wikipedia einen Artikel haben. Dieses ist eine Teilliste mit 599 Einträgen von Personen, deren Namen mit den Buchstaben „Bet“ beginnt.

## Bet
- Bet-David, Patrick (* 1978), US-amerikanischer Unternehmer und PodcasterPatrick Bet-David (* 1978)

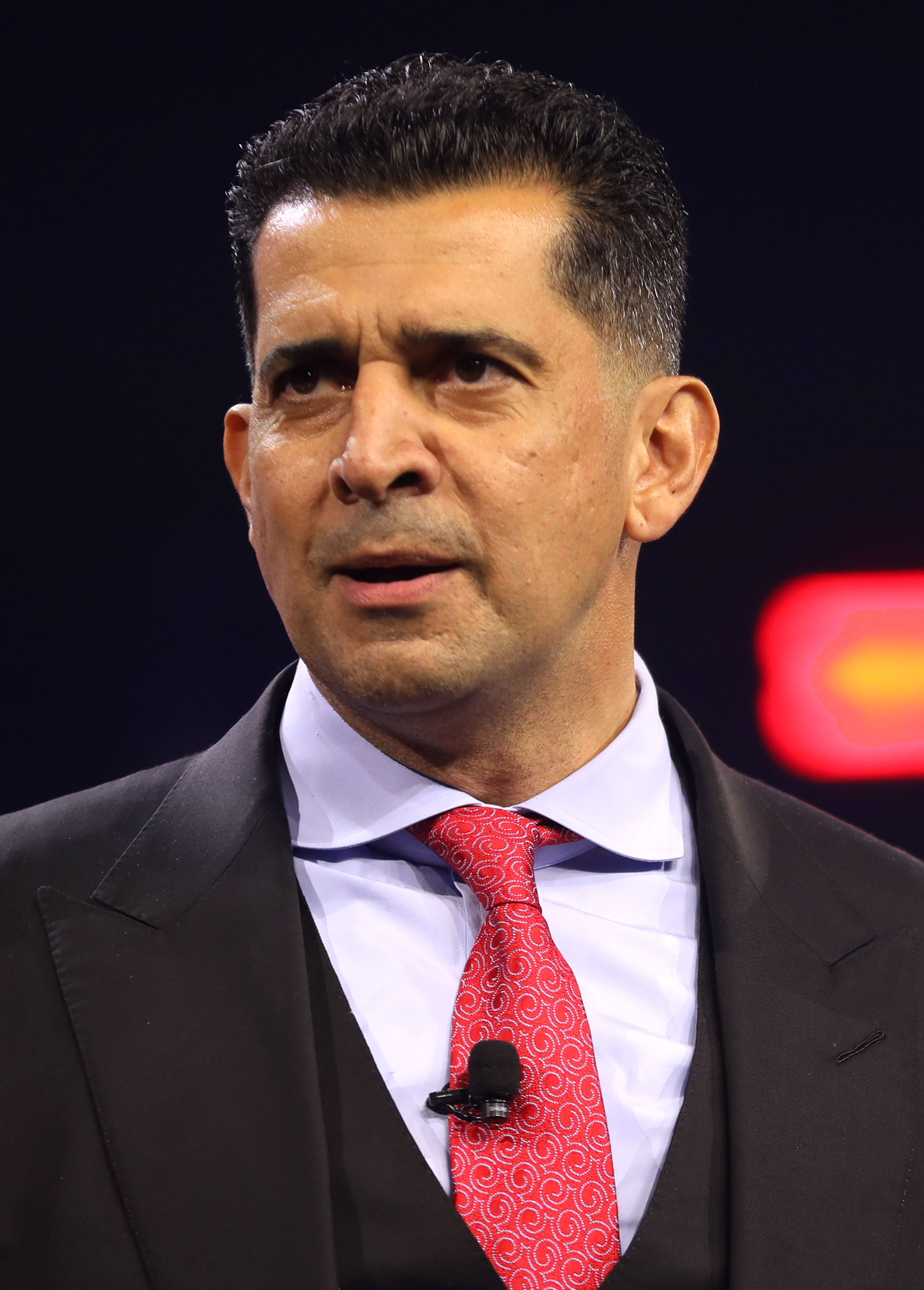
Patrick Bet-David (* 1978)

### Beta
- Beta, Heinrich (1813–1876), deutscher Nationalökonom, Publizist
- Beta, Ottomar (1845–1913), deutscher Publizist, Schriftsteller und völkischer Antisemit
- Beta, Zbigniew (* 1953), polnischer Leichtathlet
- Betances, Ramón Emeterio (1827–1898), Vater der puerto-ricanischen Unabhängigkeitsbewegung
- Betancor, Jefté (* 1993), spanischer Fußballspieler
- Betancor, Susanne (* 1964), deutsche Sängerin, Komponistin und Autorin
- Betancort, Antonio (1937–2015), spanischer Fußballspieler
- Betancourt Arango, Octavio (1928–2017), kolumbianischer Geistlicher, römisch-katholischer Bischof von Garzón
- Betancourt Cisneros, Gaspar (1803–1866), kubanischer Unternehmer
- Betancourt Nuñez, Gabriele (* 1951), deutsche Kunsthistorikerin
- Betancourt y Torres, Rómulo (1858–1901), mexikanischer Geistlicher und Bischof von Campeche
- Betancourt, Agustín de (1758–1824), spanischer Ingenieur und russischer General
- Betancourt, Ana (1832–1901), kubanische Aktivistin im kubanischen Unabhängigkeitskrieg
- Betancourt, Carolina (* 1993), mexikanische Tennisspielerin
- Betancourt, Guillermo (* 1963), kubanischer Fechter
- Betancourt, Íngrid (* 1961), französisch-kolumbianische PolitikerinÍngrid Betancourt (* 1961)

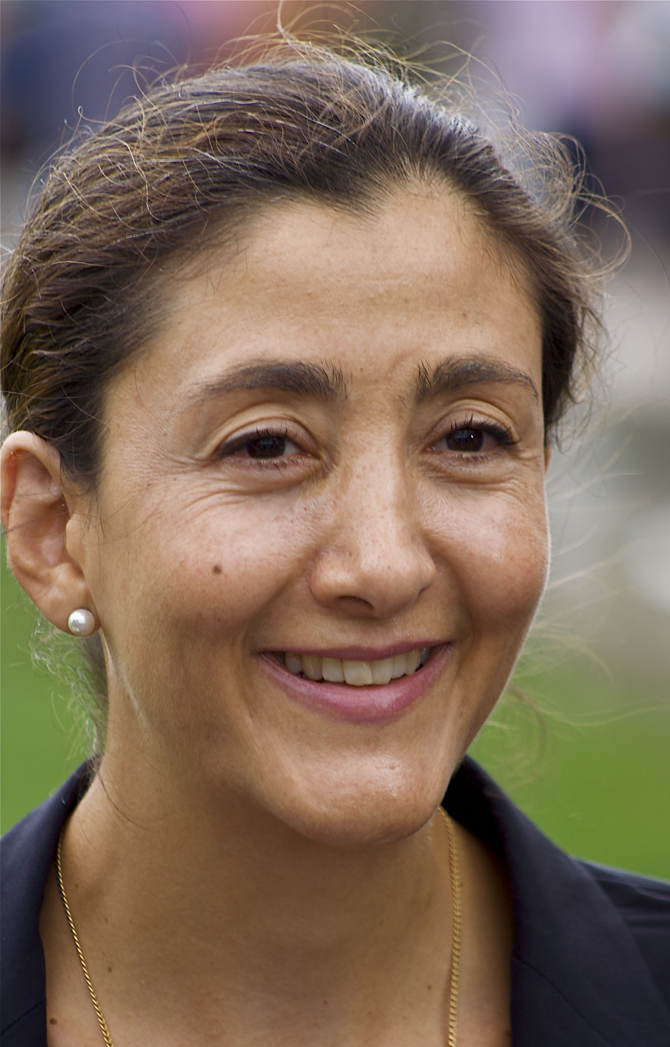
Íngrid Betancourt (* 1961)

- Betancourt, Jeff (* 1970), US-amerikanischer Filmeditor und Filmregisseur
- Betancourt, Jorge (* 1982), kubanischer Wasserspringer
- Betancourt, Juan Miguel (* 1970), puerto-ricanischer Ordensgeistlicher, römisch-katholischer Weihbischof in Hartford
- Betancourt, Lázaro Aristides (1936–2025), kubanischer Leichtathlet
- Betancourt, María Cristina (* 1947), kubanische Diskuswerferin
- Betancourt, Omar Lauro Marreto, kubanischer Diplomat
- Betancourt, Regina (* 1936), kolumbianische Politikerin
- Betancourt, Rómulo (1908–1981), venezolanischer Politiker, Präsident Venezuelas (1945–1948 und 1959–1964)
- Betancourt, Sterling (* 1930), trinidadischer Musiker
- Betancur Tirado, Fabio (1938–2011), kolumbianischer Geistlicher, römisch-katholischer Erzbischof von Manizales
- Betancur, Belisario (1923–2018), kolumbianischer Politiker, Präsident Kolumbiens (1982–1986)
- Betancur, Carlos (* 1989), kolumbianischer Radrennfahrer
- Betancurt, Peter von (1626–1667), Missionar und Heiliger
- Betanzos y Hormaechevarría, José María (1863–1948), spanischer Ordensgeistlicher und römisch-katholischer Apostolischer Vikar von Marokko
- Betanzos, Amparo Alonso (* 1961), spanische Informatikerin und Hochschullehrerin
- Betanzos, Juan de (1510–1576), spanischer Entdecker und Chronist
- Betanzos, Yoandri (* 1982), kubanischer Dreispringer
- Betau, Sjarhej (* 1987), belarussischer Tennisspieler

### Betb
- Betbeder, Sébastien (* 1975), französischer Filmregisseur

### Betc
- Betche, Wilhelm (1879–1941), deutscher Ingenieur und Offizier, zuletzt Konteradmiral (Ing.) der Kriegsmarine
- Betcke, Hans (1919–1992), deutscher Maler und Grafiker

### Bete
- Betegh, Gábor (* 1968), ungarischer Philosophiehistoriker und Religionshistoriker
- Bétemps, Alexis (* 1944), italienischer Historiker, Dialektologe und Politiker aus dem Aostatal
- Bétemps, Magui (1947–2005), italienische Lehrerin, Musikerin und Sängerin
- Betemps, Nicolò (* 2003), italienischer Biathlet
- Beterbijew, Artur Assilbekowitsch (* 1985), russischer BoxerArtur Assilbekowitsch Beterbijew (* 1985)

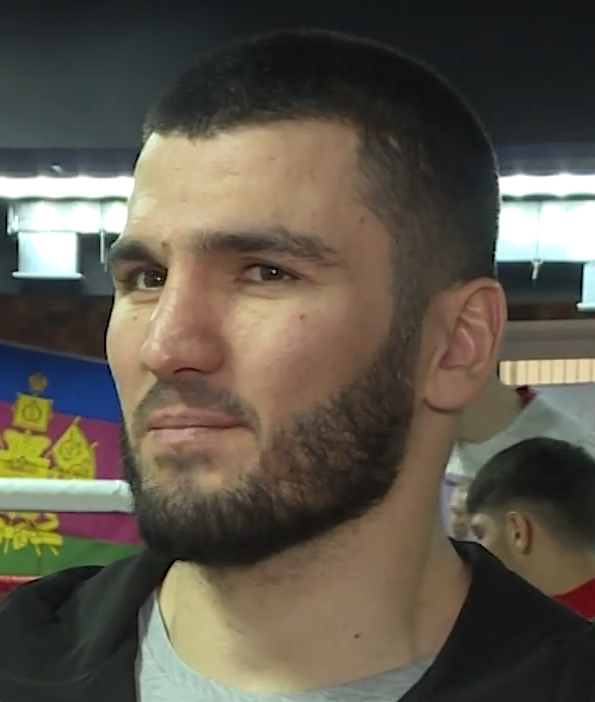
Artur Assilbekowitsch Beterbijew (* 1985)

- Betervide, Salvador (1903–1936), uruguayischer Politiker
- Beteta, Mario Ramón (1927–2004), mexikanischer Politiker und Manager
- Beteta, Ramón (1901–1965), mexikanischer Botschafter
- Betetto, Julij (1885–1963), slowenischer Opernsänger (Bass) und Gesangslehrer

### Beth
- Beth, britische Sängerin
- Beth (* 1981), spanische Popsängerin und Schauspielerin
- Beth, Alfred (* 1940), deutscher Politiker (CDU), MdL und Verwaltungsjurist
- Beth, Evert Willem (1908–1964), niederländischer Logiker
- Beth, Gunther (* 1945), deutscher Schauspieler, Regisseur und Autor
- Beth, Ignaz (1877–1918), deutsch-böhmischer Kunsthistoriker und Maler
- Beth, Jan Jansz (1430–1488), Bürgermeister von Amsterdam
- Beth, Karl (1872–1959), deutscher Theologe und Philosoph
- Beth, Marianne (1890–1984), US-amerikanische Juristin, Soziologin und Frauenrechtlerin österreichischer Herkunft
- Beth, Phoenix (* 1980), US-amerikanische WrestlerinBeth Phoenix (* 1980)

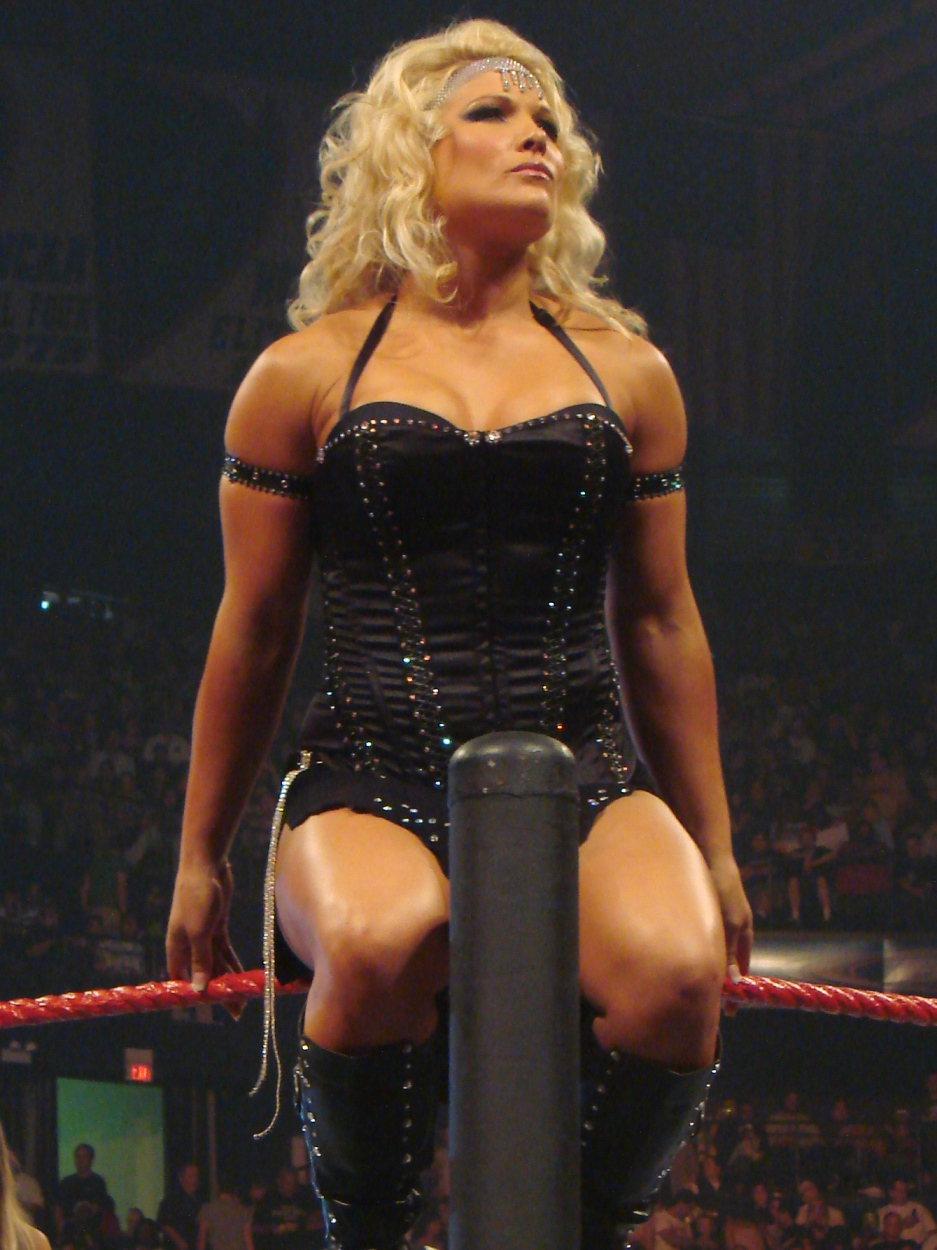
Beth Phoenix (* 1980)

- Beth, Richard A. (1906–1999), US-amerikanischer Physiker
- Beth, Thomas (1949–2005), deutscher Mathematiker
- Beth, Uta (* 1941), deutsche Journalistin, Hörspielautorin, -regisseurin und -redakteurin
- Beth, Wilhelm (1855–1922), deutscher Kaufmann, Unternehmer und Mäzen
- Betham, Gustav (1915–1984), samoanischer Politiker und Diplomat
- Betham-Edwards, Mathilda (1836–1919), englische Reiseschriftstellerin und Autorin von Novellen
- Bethancourt Fioravanti, Julio Amílcar (1937–2006), guatemaltekischer römisch-katholischer Geistlicher, Bischof von Santa Rosa de Lima
- Bethânia, Maria (* 1946), brasilianische Sängerin, Komponistin und Liedermacherin
- Bethäuser, Ferdinand (1870–1926), deutscher Kunstschlosser und Unternehmer
- Bethäuser, Stefan (* 1963), deutscher Fußballspieler
- Bethcke, Hans (1889–1957), deutscher Veterinär
- Bethe, Adolf (1837–1886), deutscher Richter und Parlamentarier
- Bethe, Albrecht (1872–1954), deutscher Physiologe
- Bethe, Doris (1933–2024), deutsche Turnsportlerin
- Bethe, Erich (1863–1940), deutscher klassischer Philologe
- Bethe, Erich (* 1940), deutscher Industriekaufmann, Unternehmer und Mäzen
- Bethe, Hans (1906–2005), deutschamerikanischer Physiker und Nobelpreisträger für Physik (1967)Hans Bethe (1906–2005)

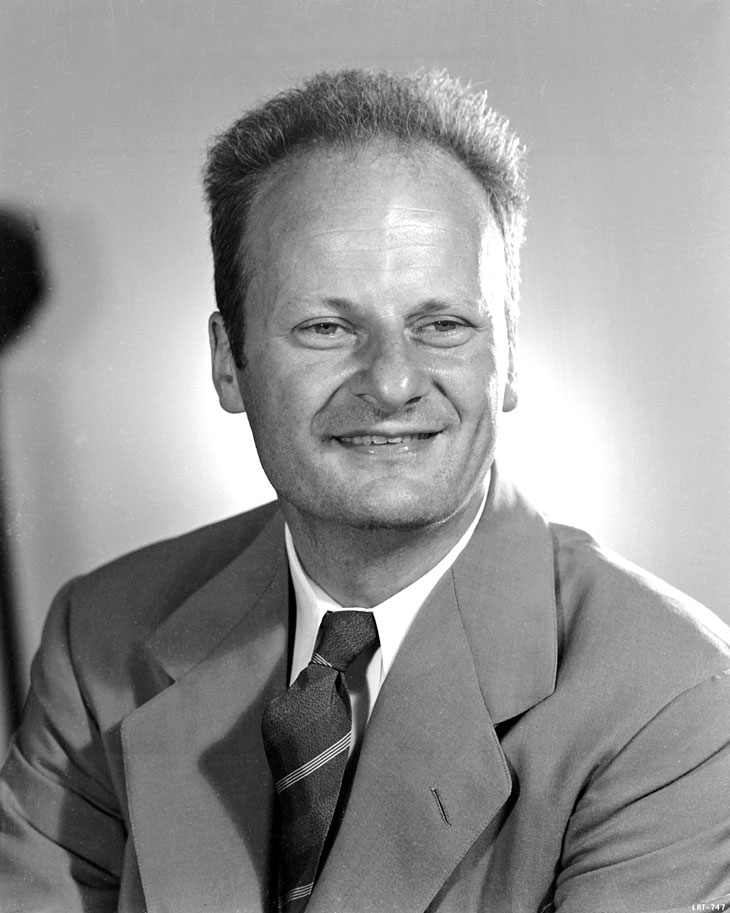
Hans Bethe (1906–2005)

- Bethe, Hellmuth (1901–1959), deutscher Kunsthistoriker
- Bethe, Hellmuth von (1842–1914), deutscher Verwaltungsbeamter und Parlamentarier
- Bethe, Martin (1866–1956), deutscher Arzt und Genealoge
- Bethe, Roswitha, Mitgründerin der Bethe-Stiftung
- Bethea, Andrew (1879–1945), US-amerikanischer Politiker
- Bethea, Antoine (* 1984), US-amerikanischer American-Football-Spieler
- Bethea, Elvin (* 1946), US-amerikanischer American-Football-Spieler
- Bethel, Brianne (* 1998), bahamaische Sprinterin
- Bethel, Justin (* 1990), US-amerikanischer American-Football-Spieler
- Bethel, Livingstone W. (1845–1914), US-amerikanischer Politiker
- Bethel, Paulette, bahamaische Diplomatin und Botschafterin
- Bethel, Wilson (* 1984), US-amerikanischer Schauspieler und DrehbuchautorWilson Bethel (* 1984)

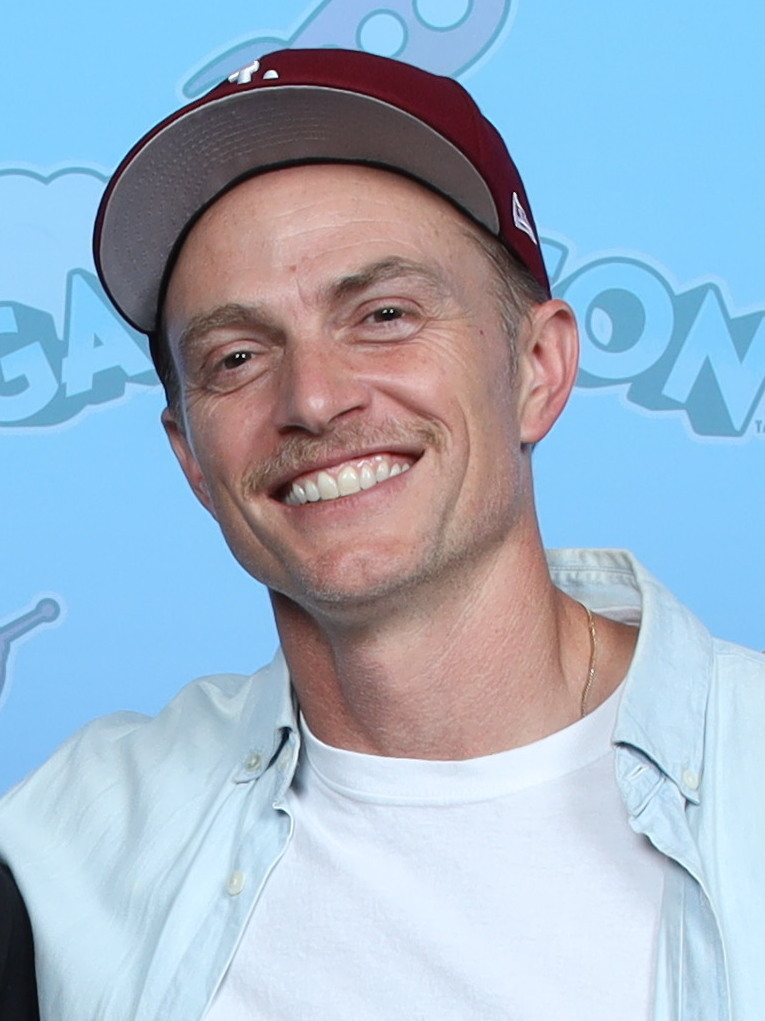
Wilson Bethel (* 1984)

- Bethell, Daniel (* 1996), englischer Badmintonspieler
- Bethell, Nicholas, 4. Baron Bethell (1938–2007), britischer Politiker und Autor, Peer, Oberhausmitglied und Mitglied des Europäischen Parlaments
- Bethell, Richard, 1. Baron Westbury (1800–1873), britischer Jurist, Politiker, Mitglied des House of Commons und Lordkanzler
- Bethell, Tabrett (* 1982), australische Schauspielerin und Model
- Bethell, Thomas (* 1988), schottischer Badmintonspieler
- Bethell, Tom (1936–2021), US-amerikanischer Wirtschaftsjournalist und Publizist
- Bethell, Ursula (1874–1945), neuseeländische Dichterin und Sozialarbeiterin
- Béthencourt, Jean de (1362–1425), Eroberer
- Bethencourt, João (1924–2006), ungarisch-brasilianischer Dramatiker, Regisseur, Theaterkritiker und Übersetzer, der 1934 mit zehn Jahren nach Brasilien kam
- Bethencourt, Téofilo de, uruguayischer Politiker
- Béthenod de Montbressieux, George Raphaël (1910–1994), französisch-argentinischer Rennfahrer
- Bethenod, Joseph (1883–1944), französischer Elektroingenieur
- Bethery, Guy (1922–1983), französischer Radrennfahrer
- Bethge, Ansgar (1924–2008), deutscher Marineoffizier, Inspekteur der Marine
- Bethge, Berta (1829–1905), deutsche Schriftstellerin
- Bethge, Claudia (* 1916), deutsche Schauspielerin und Hörspielsprecherin
- Bethge, Désirée (* 1952), deutsche Fernsehjournalistin und Medientrainerin
- Bethge, Eberhard (1909–2000), deutscher evangelischer Pastor und Theologe
- Bethge, Eberhard Gilbert (1916–2006), deutscher Schriftsteller
- Bethge, Elisabeth (1905–1943), deutsche Widerstandskämpferin gegen den Nationalsozialismus
- Bethge, Ernst Heinrich (1878–1944), deutscher Pädagoge und Schriftsteller
- Bethge, Friedrich (1891–1963), deutscher, nationalsozialistischer Lyriker, Dramatiker und Dramaturg
- Bethge, Hans (1876–1946), deutscher DichterHans Bethge (1876–1946)

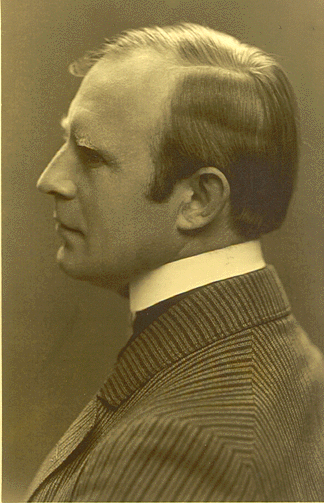
Hans Bethge (1876–1946)

- Bethge, Hans (1890–1918), deutscher Offizier der Fliegertruppe
- Bethge, Hans-Gebhard (* 1943), deutscher evangelischer Theologe
- Bethge, Heinz (1919–2001), deutscher Physiker
- Bethge, Herbert (* 1939), deutscher Staatsrechtslehrer
- Bethge, Jeanette (1875–1943), deutsche Schauspielerin bei Bühne und Film
- Bethge, Jörn (1911–1982), deutscher Chirurg und Hochschullehrer
- Bethge, Karl (1847–1900), deutscher Eisenbahn-Bauingenieur
- Bethge, Klaus (1931–2016), deutscher Physiker und Hochschullehrer
- Bethge, Matthias (* 1973), deutscher Neurowissenschaftler
- Bethge, Philip (* 1967), deutscher Wissenschafts- und Umweltjournalist, Biologe und Musiker
- Bethge, Raimund (* 1947), deutscher Leichtathlet, Bobfahrer und Trainer
- Bethge-Truhn, Elise (1838–1889), deutsche Theaterschauspielerin und Schriftstellerin
- Bethke, Antonia (* 1993), deutsche Sportlerin
- Bethke, Artur (1934–2024), deutscher Nordist
- Bethke, Bruce (* 1955), US-amerikanischer Science-Fiction-Autor
- Bethke, Carl (* 1969), deutscher Osteuropahistoriker und Hochschullehrer
- Bethke, Christian (* 1978), deutscher Politiker (NL)
- Bethke, Craig (* 1957), US-amerikanischer Geologe
- Bethke, Elias (* 2003), deutscher Fußballspieler
- Bethke, Franz (1840–1896), deutscher Theaterschauspieler
- Bethke, Fritz (1841–1890), deutscher Theaterschauspieler
- Bethke, Gina-Maria (* 1997), deutsche WesternreiterinGina-Maria Bethke (* 1997)

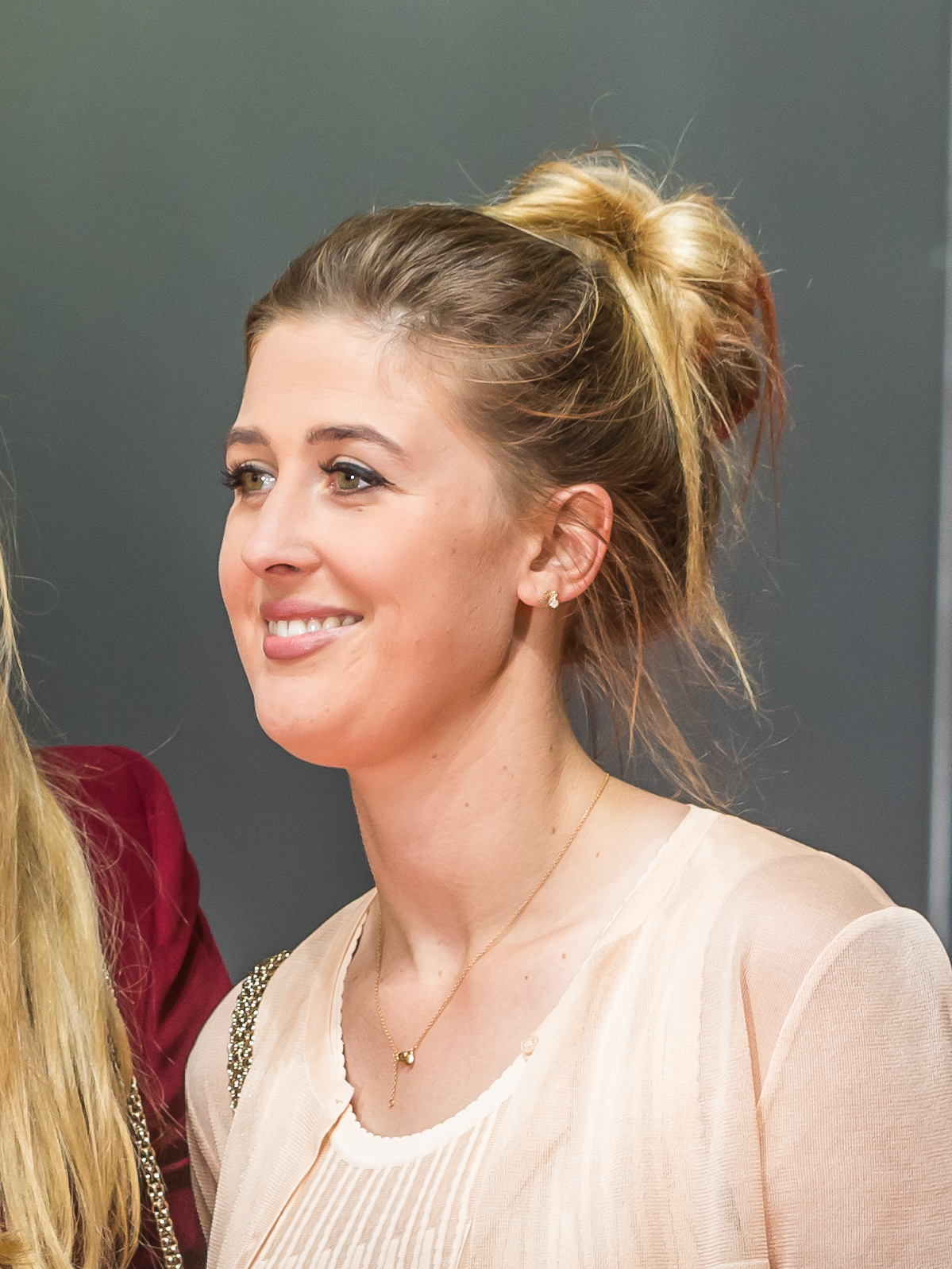
Gina-Maria Bethke (* 1997)

- Bethke, Hanspeter (1935–2018), deutscher Maler, Grafiker, Restaurator und Gartenkünstler
- Bethke, Hermann (1825–1895), deutscher Genremaler
- Bethke, Hermann (1900–1940), deutscher Politiker (NSDAP), MdR
- Bethke, Ingrid (* 1941), deutsches Fotomodell, Schönheitskönigin und Schauspielerin
- Bethke, Karl (1878–1929), deutscher Politiker (SPD, ASPD)
- Bethke, Katie (* 1988), US-amerikanische Fußballspielerin
- Bethke, Martina, deutsche Behindertensportlerin und Goalballspielerin
- Bethke, Neithard (* 1942), deutscher Kirchenmusiker
- Bethke, Otto (1892–1948), deutscher Jurist und Politiker
- Bethke, Ralf (* 1942), deutscher Manager, Vorstandsvorsitzender und Aufsichtsratsvorsitzender der K+S AG
- Bethke, Siegfried (* 1954), deutscher experimenteller Physiker und Wissenschaftsmanager
- Bethke, Thomas (* 1961), deutscher Pharmakologe
- Bethlehem, Daniel (* 1960), britischer Jurist und Völkerrechtler
- Bethlen, Adam Joseph von (1719–1772), k. k. Generalmajor, Träger des Maria-Theresia-Ordens und Inhaber des Husaren-Regiments No. 9
- Bethlen, András (1847–1898), ungarischer Politiker und Ackerbauminister
- Bethlen, Gabriel († 1629), Fürst von SiebenbürgenGabriel Bethlen († 1629)

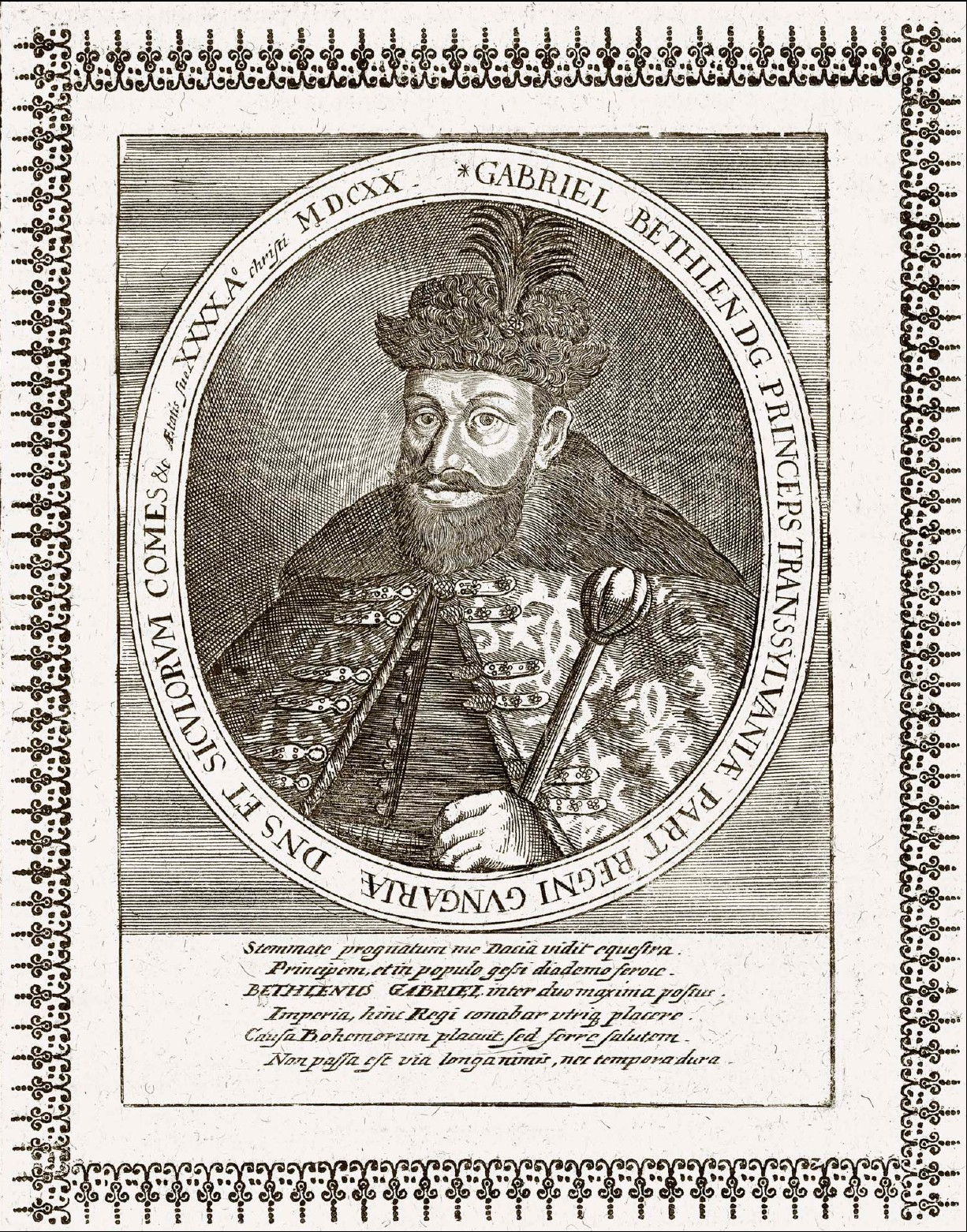
Gabriel Bethlen († 1629)

- Bethlen, István (* 1874), ungarischer Politiker, Ministerpräsident (1921–1931)
- Bethlen, Kata (1700–1759), ungarische Förderin des protestantischen Glaubens in Siebenbürgen und Schriftstellerin des Barock
- Bethlen, Stephan († 1648), Fürst von Siebenbürgen
- Bethlenfalvy, Ernst (1880–1955), ungarischer Gutsbesitzer, Zoologe und Naturforscher
- Bethmann Hollweg, Felix von (1824–1900), preußischer Landrat, Gutsherr und Politiker (Freikonservative Partei), MdR und des Preußischen Herrenhauses
- Bethmann Hollweg, Martha von (1865–1914), Ehefrau von Theobald von Bethmann Hollweg; erste Präsidentin des Deutschen Käuferbundes
- Bethmann Hollweg, Theobald von (1856–1921), deutscher Politiker, MdR, ReichskanzlerTheobald von Bethmann Hollweg (1856–1921)

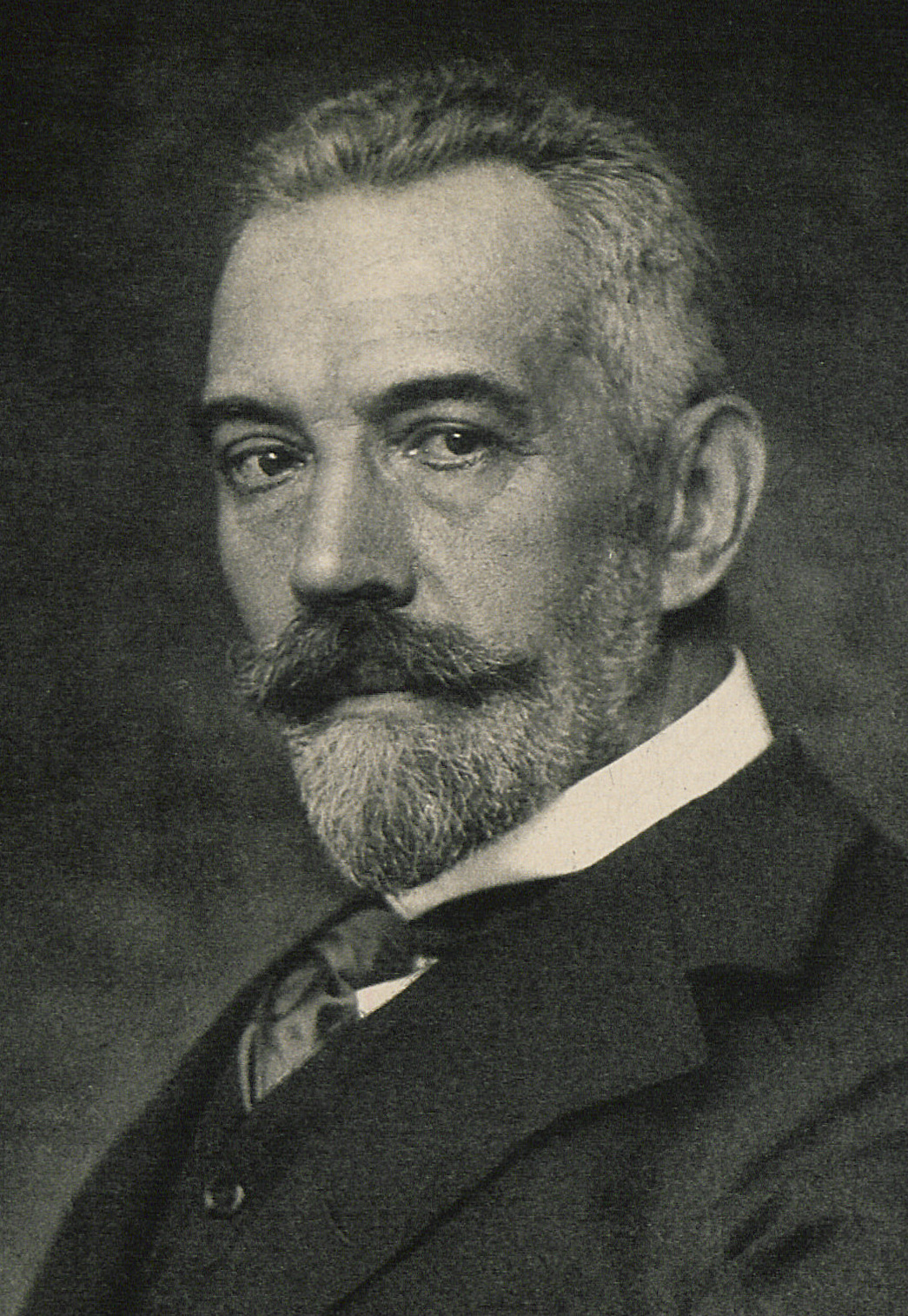
Theobald von Bethmann Hollweg (1856–1921)

- Bethmann, Alexander von (1814–1883), deutscher Großgrundbesitzer und Politiker in Böhmen
- Bethmann, Andreas (* 1970), deutscher Regisseur
- Bethmann, Bettina von (* 1942), deutsche Tänzerin und Philanthropin
- Bethmann, Céline (* 1998), deutsches Model
- Bethmann, Christian (1783–1833), deutscher Orgelbauer
- Bethmann, Erika (* 1939), deutsche Fechterin und Olympiateilnehmerin
- Bethmann, Frank (* 1966), deutscher Fernsehjournalist und Moderator
- Bethmann, Friedrich (1796–1846), deutscher Theaterschauspieler und Intendant
- Bethmann, Heinrich (1774–1857), deutscher Schauspieler und Theaterdirektor
- Bethmann, Heinz (* 1936), deutscher Komponist, Arrangeur, Kontrabassist und Dirigent sowie Musikverleger
- Bethmann, Hugo (1871–1936), deutscher Maschinenbauingenieur
- Bethmann, Johann Jakob (1717–1792), deutscher Kaufmann und Reeder
- Bethmann, Johann Philipp (1715–1793), deutscher Kaufmann und Bankier
- Bethmann, Johann Philipp von (1924–2007), deutscher Bankier und Publizist
- Bethmann, Konrad (1652–1701), deutscher Münzwardein und Münzmeister
- Bethmann, Louis (1844–1918), deutscher Turner und Turnfunktionär
- Bethmann, Ludwig Konrad (1812–1867), deutscher Historiker, Bibliothekar und Hochschullehrer
- Bethmann, Marilene von (1925–1996), deutsche Schauspielerin
- Bethmann, Moritz von (1811–1877), deutscher Bankier
- Bethmann, Pierre de (* 1961), französischer Jazz-Pianist
- Bethmann, Sabine (1929–2021), deutsche Schauspielerin
- Bethmann, Siegfried (1915–1993), deutscher Komponist und Arrangeur
- Bethmann, Simon Moritz (1687–1725), nassauischer Amtmann
- Bethmann, Simon Moritz (1721–1782), deutscher Kaufmann und Bankier
- Bethmann, Simon Moritz von (1768–1826), deutscher Bankier, Diplomat und Philanthrop
- Bethmann, Wilhelm Heinrich (1745–1802), deutscher Orgelbauer
- Bethmann, Wolfgang (1920–1990), deutscher Chirurg und Hochschullehrer
- Bethmann-Hollweg, Joachim Albrecht von (1911–2001), deutscher Eishockeyspieler
- Bethmann-Hollweg, Johann Jakob (1748–1808), deutscher Bankier und Geschäftsmann
- Bethmann-Hollweg, Moritz August von (1795–1877), deutscher Jurist und PolitikerMoritz August von Bethmann-Hollweg (1795–1877)

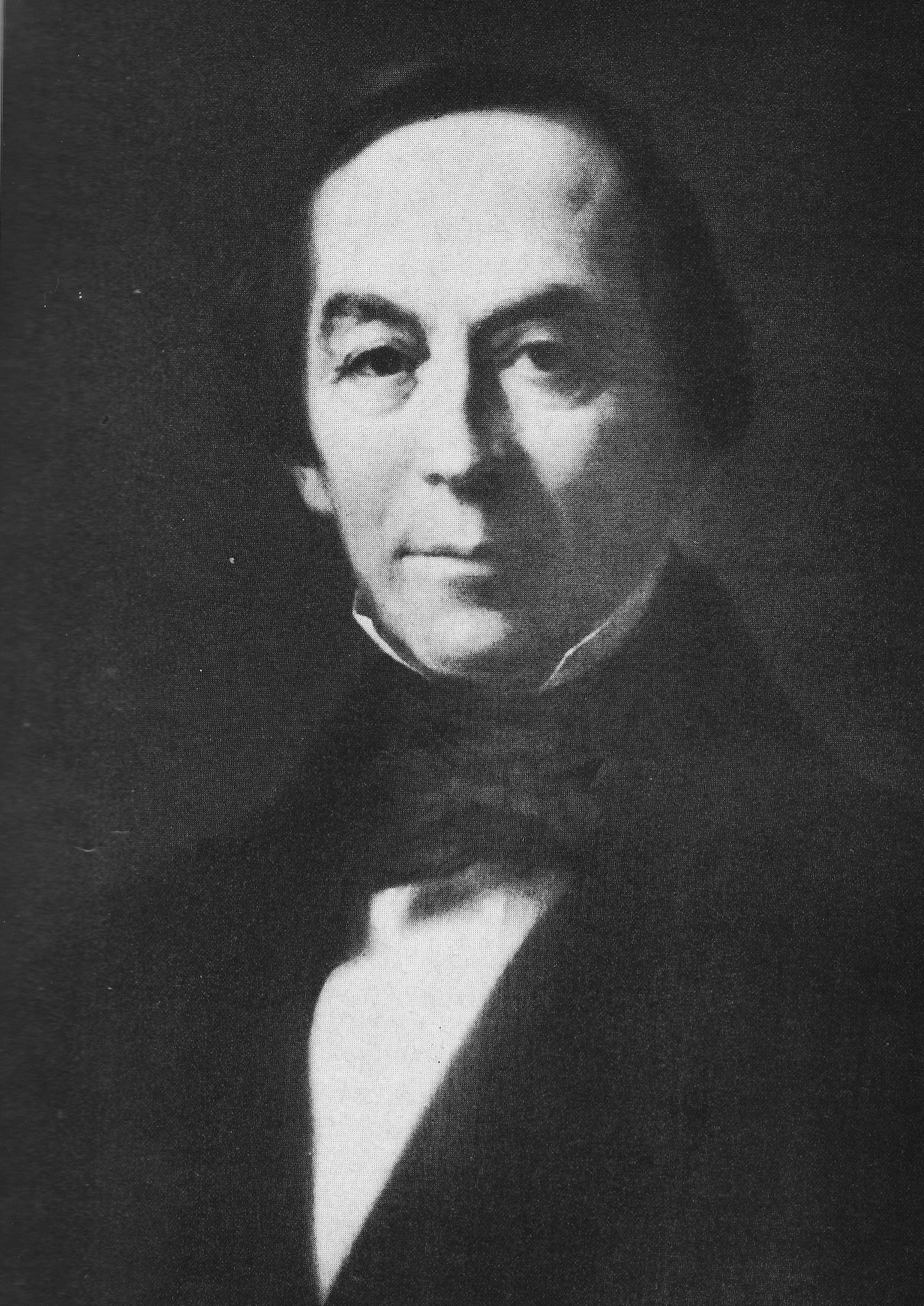
Moritz August von Bethmann-Hollweg (1795–1877)

- Bethmann-Hollweg, Theodor von (1821–1886), deutscher Jurist, Rittergutsbesitzer, Diplomat und Politiker, MdR
- Bethmann-Unzelmann, Friederike (1760–1815), deutsche Schauspielerin und Sängerin
- Béthouart, Marie Émile Antoine (1889–1982), französischer General
- Beths, Vera (* 1946), niederländische Geigerin
- Bethsold, Werner (1925–2019), deutscher Fotograf
- Béthuel, Fabrice (* 1963), französischer Mathematiker
- Bethune, Angus (1908–2004), australischer Politiker
- Bethune, Donald S. (* 1948), US-amerikanischer Physiker
- Bethune, Ed (* 1935), US-amerikanischer Politiker
- Bethune, François (1868–1938), belgischer Romanist und Mediävist
- Béthune, Henry de (1604–1680), französischer Bischof und Erzbischof
- Bethune, Ivy (1918–2019), US-amerikanische Schauspielerin
- Bethune, Jean-Baptiste (1821–1894), belgischer Architekt
- Bethune, Joanna (1770–1860), US-amerikanische Sozialreformerin und Lehrerin
- Bethune, Lauchlin (1785–1874), US-amerikanischer Politiker
- Bethune, Louise Blanchard (1856–1913), US-amerikanische Architektin
- Béthune, Marguerite de (1595–1660), französische Adlige
- Bethune, Marion (1816–1895), US-amerikanischer Politiker
- Bethune, Norman (1890–1939), kanadischer ArztNorman Bethune (1890–1939)

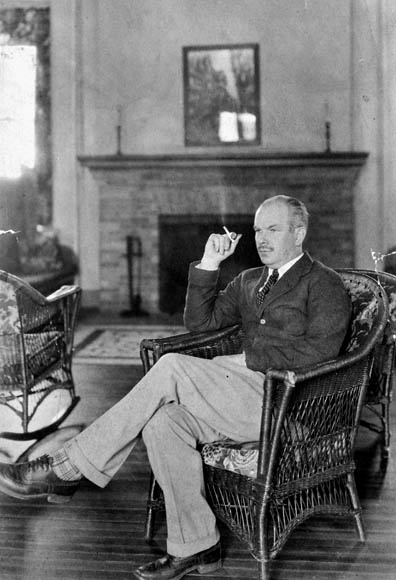
Norman Bethune (1890–1939)

- Béthune, Philippe de († 1649), französischer Militär, Hofbeamter und Diplomat
- Bethune, Zina (1945–2012), US-amerikanische Schauspielerin
- Bethusy-Huc, Eduard Georg von (1829–1893), deutscher Politiker, MdR
- Bethusy-Huc, Valeska Gräfin (1849–1926), deutsche Schriftstellerin
- Bethusy-Huc, Viola von (1927–2010), deutsche Politikwissenschaftlerin
- Bethwaite, Frank (1920–2012), neuseeländischer Konstrukteur von Jollen und Skiffs
- Bethwaite, Julian (* 1957), australischer Konstrukteur von Segeljollen

### Beti
- Beti Rosa, Alessandro (* 1977), brasilianischer Fußballtorhüter
- Beti, Mongo (1932–2001), kamerunischer Schriftsteller und Kritiker des Neokolonialismus
- Betichius, Johann (1650–1722), deutscher evangelischer Diakon und Kirchenliederdichter
- Bětík, Karel (* 1978), tschechischer Eishockeyspieler
- Betin, Oleg Iwanowitsch (1950–2023), russischer Politiker und Gouverneur der Oblast Tambow

### Betj
- Betjeman, John (1906–1984), britischer Dichter und JournalistJohn Betjeman (1906–1984)

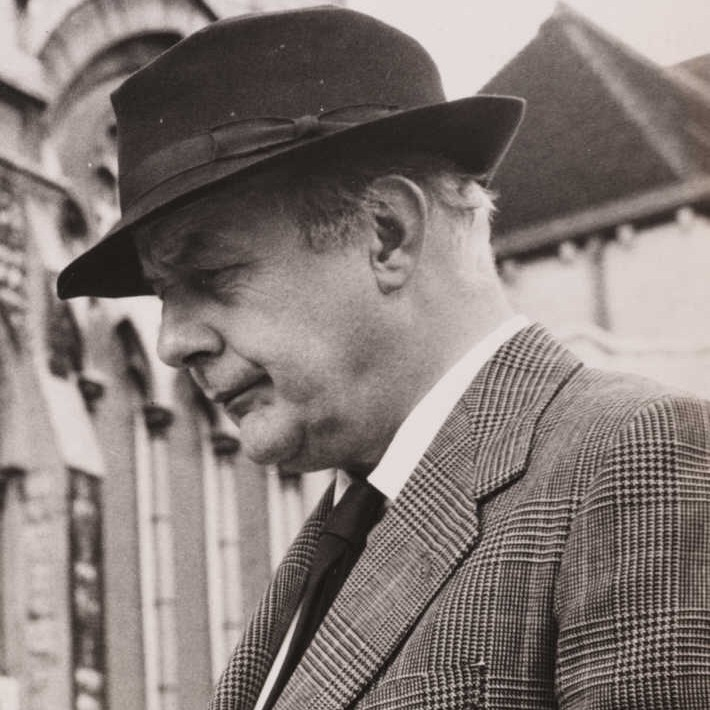
John Betjeman (1906–1984)

### Betk
- Betka, Beatrice, deutsche Juristin, Rechtsanwältin und Richterin am Verfassungsgerichtshof des Freistaates Sachsen
- Betkaspar (1830–1911), deutscher Schneider, Gelegenheitsarbeiter und Wanderprediger im Sauerland
- Betke, Harald (* 1945), deutscher Fußballspieler
- Betke, Joachim (1601–1663), deutscher evangelischer Theologe und Spiritualist
- Betke, Klaus (1914–2011), deutscher Kinderarzt
- Betke, Lotte (1905–2008), deutsche Schauspielerin und Schriftstellerin
- Betke, Oliver (* 1966), deutscher Schauspieler, Synchronsprecher, Autor und Fotograf
- Betker, Frank (* 1960), deutscher Stadtsoziologe und Hochschullehrer
- Betker, Jan (* 1960), kanadische Curlerin
- Bętkowski, Andrzej (* 1951), polnischer Politiker, Mitglied des Sejm
- Bętkowski, Nikodem (1812–1864), polnischer Arzt und Politiker

### Betl
- Betlehem, Dávid (* 2003), ungarischer Schwimmer
- Betley, Jan (1908–1980), polnischer Maler und Pädagoge
- Betlheim, Stjepan (1898–1970), jugoslawischer Psychiater und Psychoanalytiker

### Beto
- Beto (* 1976), portugiesischer Fußballspieler
- Beto (* 1980), indonesischer Fußballspieler
- Beto (* 1981), brasilianischer Fußballspieler
- Beto (* 1982), portugiesischer Fußballtorwart
- Beto (* 1987), brasilianischer Fußballspieler
- Beto, Isabel (1965–2017), Malerin und deutschsprachige Schriftstellerin
- Betoligar, Misdongard (* 1985), tschadischer Fußballspieler
- Beton Delègue, Elisabeth (* 1955), französische Diplomatin und Botschafterin
- Beton, Katarina (* 1996), slowenische Badmintonspielerin
- Betori, Giuseppe (* 1947), italienischer Geistlicher, emeritierter römisch-katholischer Erzbischof von Florenz und Kardinal
- Betos, Michelle (* 1988), US-amerikanische Fußballtorhüterin
- Betowa, Margarita Melikowna (* 1994), russische Tennisspielerin

### Betr
- Betrán, Adrián (* 1990), spanischer Eishockeyspieler
- Betrán, Guillermo (* 1985), spanischer Eishockeyspieler
- Betrán, Roberto (* 1990), spanischer Eishockeyspieler
- Betrani, Frida (* 1965), libanesische Schauspielerin
- Bétrix, Marie-Claude (* 1953), Schweizer Architekt
- Betrone, Annibale (1883–1950), italienischer Schauspieler
- Betrone, Consolata (1903–1946), italienische Kapuzinerin und Mystikerin
- Betrone, Elvira (1881–1961), italienische Schauspielerin

### Bets
- Betsch, Christian (1888–1934), deutscher Mathematiker
- Betsch, Cornelia (* 1979), deutsche Psychologin und Gesundheitswissenschaftlerin
- Betsch, Gerhard (* 1934), deutscher Mathematiker und Mathematikhistoriker
- Betsch, John (* 1945), US-amerikanischer Jazzdrummer und Komponist
- Betsch, Manfred (1934–1985), belgischer Politiker der Christlich Sozialen Partei
- Betsch, Roland (1888–1945), deutscher Dichter und Schriftsteller
- Betsch, Tilmann (* 1963), deutscher Psychologe und Soziologe
- Betsch, Willi (1921–1992), deutscher Kommunalpolitiker (SED), Widerstandskämpfer gegen das NS-Regime
- Betsch, Yohan (* 1987), französischer Fußballspieler
- Betschart, Alois (1926–1978), Schweizer Volksmusiker
- Betschart, Anneliese (1930–1982), Schweizer Schauspielerin und Regisseurin
- Betschart, Franz (1871–1949), Schweizer Schwinger
- Betschart, Gabriela (* 1981), Schweizer Kamerafrau und Regisseurin
- Betschart, Gerold (* 1941), Schweizer Richter
- Betschart, Hansjörg (* 1955), Schweizer Schriftsteller und Regisseur
- Betschart, Hanspeter (* 1951), Schweizer Theologe und Schriftsteller
- Betschart, Hermann (1910–1950), Schweizer Ruderer
- Betschart, Kurt (* 1968), Schweizer BahnradrennfahrerKurt Betschart (* 1968)

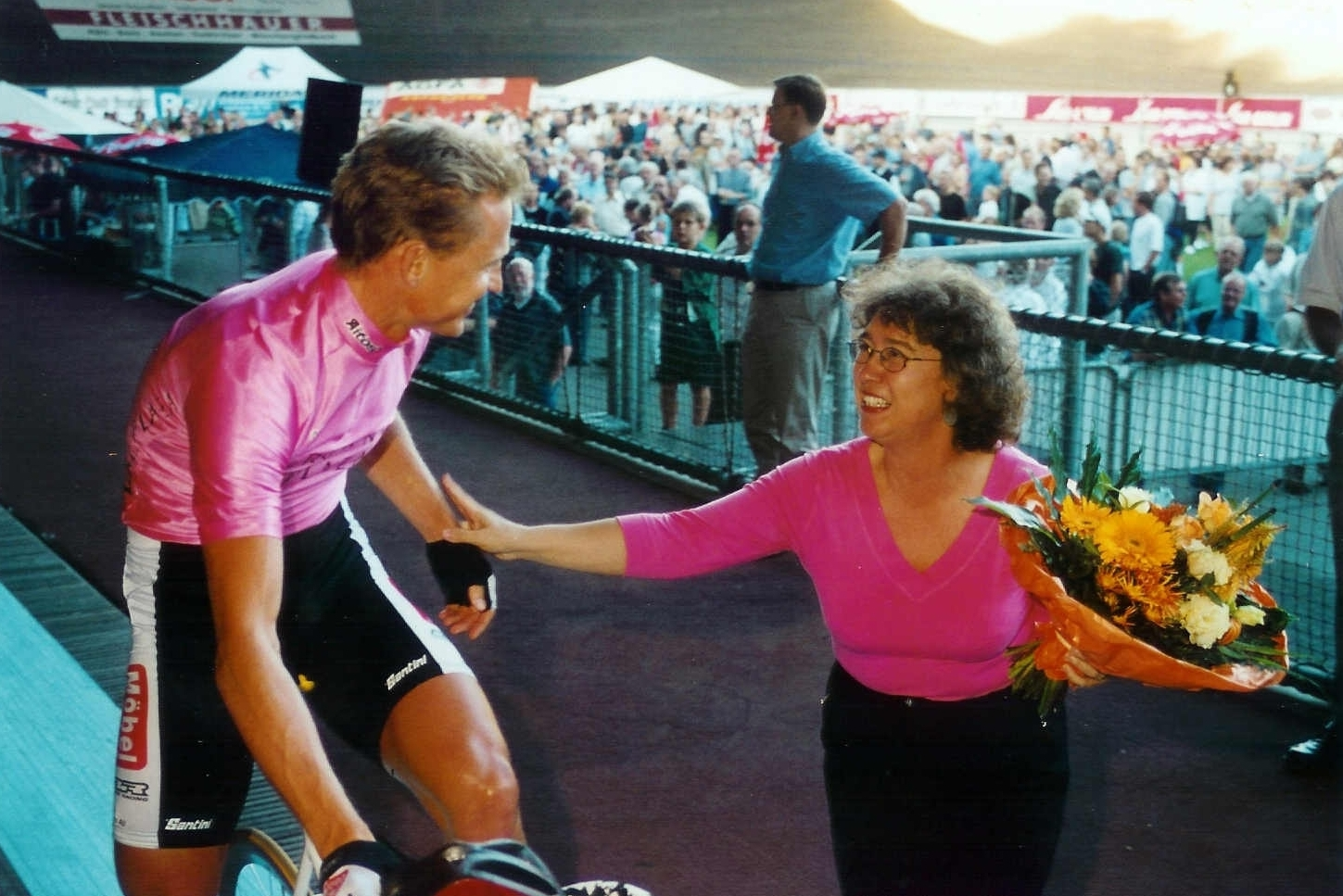
Kurt Betschart (* 1968)

- Betschart, Mara (* 2000), Schweizer Beachvolleyballspielerin
- Betschart, Martin (* 1963), Schweizer Coach, Bestsellerautor, TV-Talkmaster, Redner und Veranstalter verschiedener Seminare
- Betschart, Sandra (* 1989), Schweizer Fußballspielerin
- Betschart, Wisi (* 1976), US-amerikanischer alpiner Skiläufer
- Betschelow, Iljas Borissowitsch (* 1951), russischer Politiker
- Betscher, Nikolaus (1745–1811), deutscher Komponist
- Betschke, Jelena Jurjewna (* 1966), russische Eiskunstläuferin
- Betschon, Franz Felix (1941–2015), Schweizer Offizier, Manager und Autor
- Betsema, Denise (* 1993), niederländische Radrennfahrerin
- Betsholtz, Christer (* 1959), schwedischer Pathologe und Biochemiker
- Betsuyaku, Minoru (1937–2020), japanischer Dramatiker

### Bett
- Bett, Andreas Walter (* 1962), deutscher Physiker und Solarforscher
- Bett, Jim (* 1959), schottischer Fußballspieler
- Bett, Kipyegon (1998–2024), kenianischer Leichtathlet
- Bett, Leonard Kipkemoi (* 2000), kenianischer Leichtathlet
- Bett, Nicholas (1990–2018), kenianischer Leichtathlet
- Bett, Raymond Kimutai (* 1984), kenianischer Marathonläufer
- Bett, Richard (* 1957), britisch-US-amerikanischer Philosoph und Philosophiehistoriker
- Betta, Rómulo (* 1937), chilenischer Fußballspieler
- Bettac, Ulrich (1897–1959), deutsch-österreichischer Schauspieler und TheaterregisseurUlrich Bettac (1897–1959)

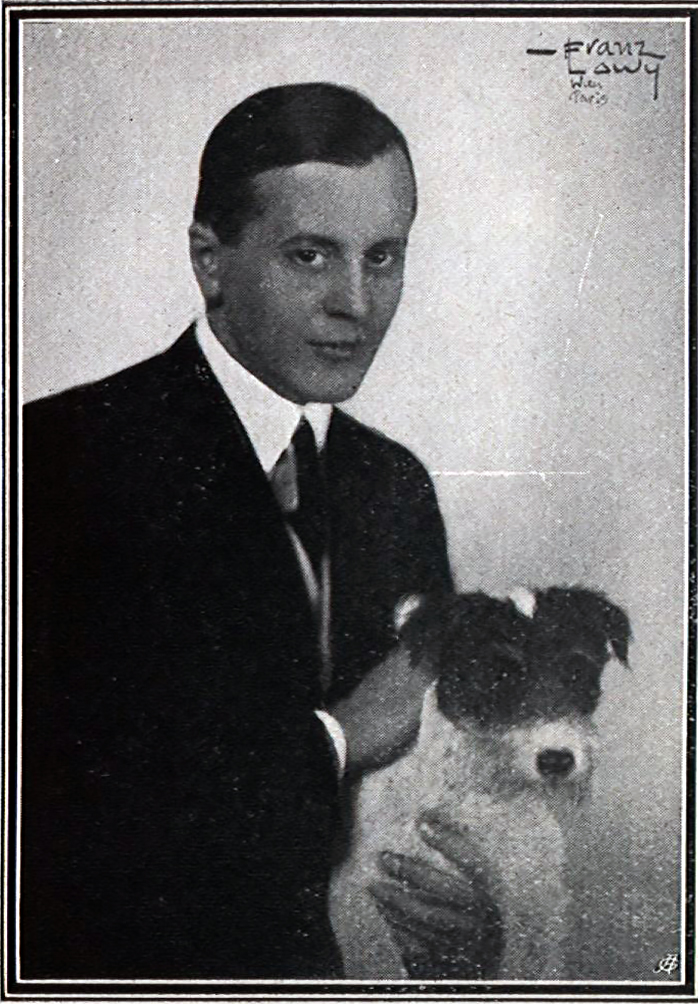
Ulrich Bettac (1897–1959)

- Bettag, Ernst A. (1929–2003), deutscher Spielzeugfabrikant und Erfinder des Bobbycar
- Bettahar, Noureddine (* 1994), deutsch-polnischer Eishockeyspieler und -trainer
- Bettannier, Albert (1851–1932), französischer Maler
- Bettannier, Joseph (1817–1882), französischer Zeichner und Lithograf
- Bettany, Lisa (* 1981), kanadische Fotografin, Bloggerin und App-Entwicklerin
- Bettany, Paul (* 1971), britisch-US-amerikanischer SchauspielerPaul Bettany (* 1971)

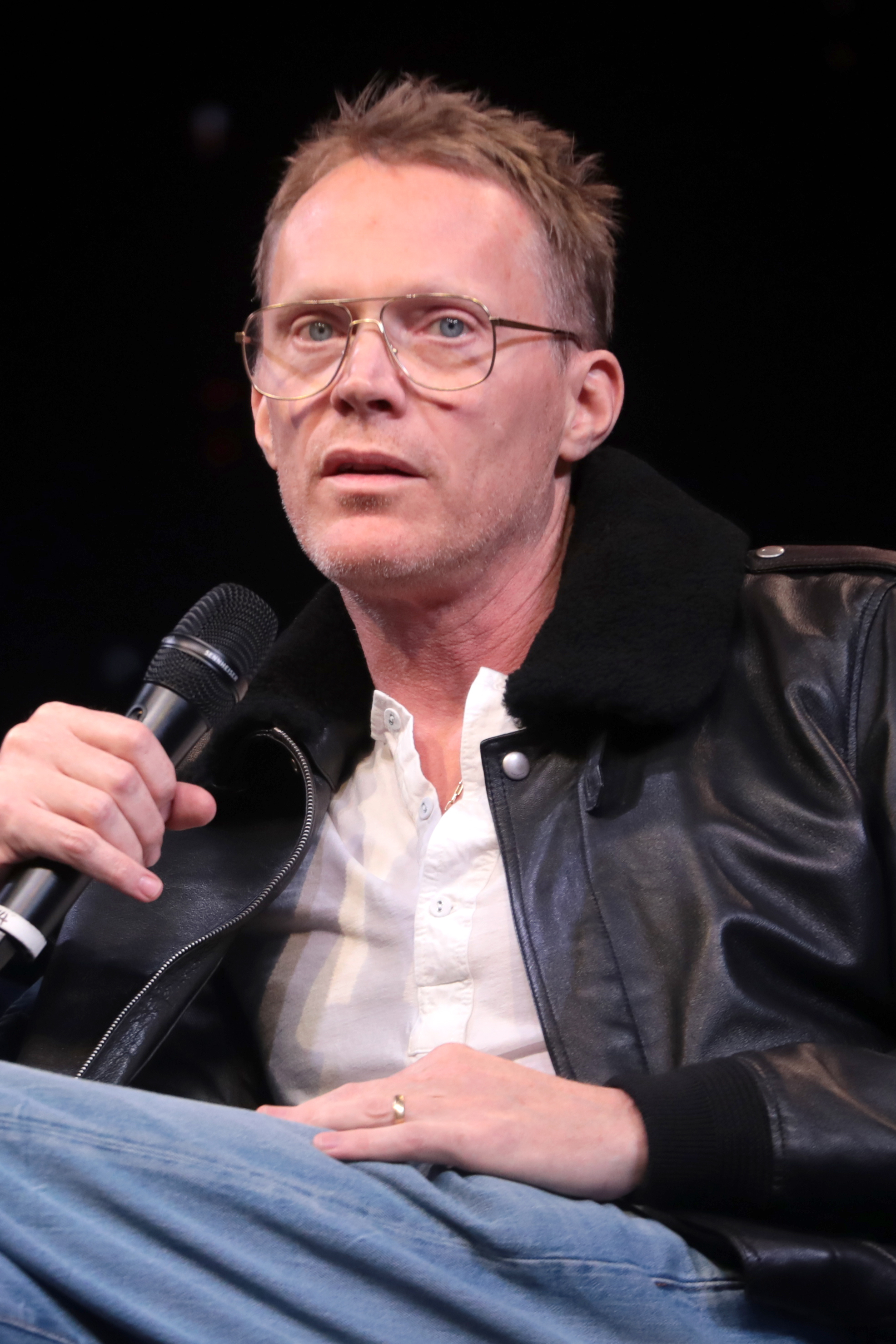
Paul Bettany (* 1971)

- Bettarini, Cesare (1901–1975), italienischer Schauspieler
- Bettauer Dembo, Margot (1928–2019), US-amerikanische Übersetzerin
- Bettauer, Fritz Ernst (1887–1952), deutscher Schriftsteller
- Bettauer, Hugo (1872–1925), österreichischer Schriftsteller und Drehbuchautor
- Bettauer, James (* 1991), deutsch-kanadischer Eishockeyspieler
- Bettazzi, Luigi (1923–2023), italienischer Geistlicher und römisch-katholischer Bischof
- Bettcher, Ludwig (1846–1912), deutscher Architekt und Baubeamter der Reichspost
- Bette, Bernhard (1851–1923), deutscher römisch-katholischer Geistlicher
- Bette, Jean-Christophe (* 1977), französischer Ruderer
- Bette, Karl (1916–2006), deutscher Filmkomponist und Komponist von Unterhaltungsmusik
- Bette, Karl-Heinrich (* 1952), deutscher Sportwissenschaftler
- Bette, Michael (1942–2022), deutscher Maler und Zeichner
- Bette, Nikolaus (* 1934), deutscher Maler
- Bette, Wilhelm (1887–1967), deutscher Politiker (CDU), MdL
- Bette-Koch, Daniela (* 1981), deutsche Schauspielerin und Synchronsprecherin
- Bettega, Attilio (1953–1985), italienischer Rallyefahrer
- Bettega, Laura (* 1968), italienische Skilangläuferin
- Bettega, Roberto (* 1950), italienischer Fußballspieler
- Bettel, Xavier (* 1973), luxemburgischer Politiker (Demokratesch Partei), Mitglied der ChambreXavier Bettel (* 1973)

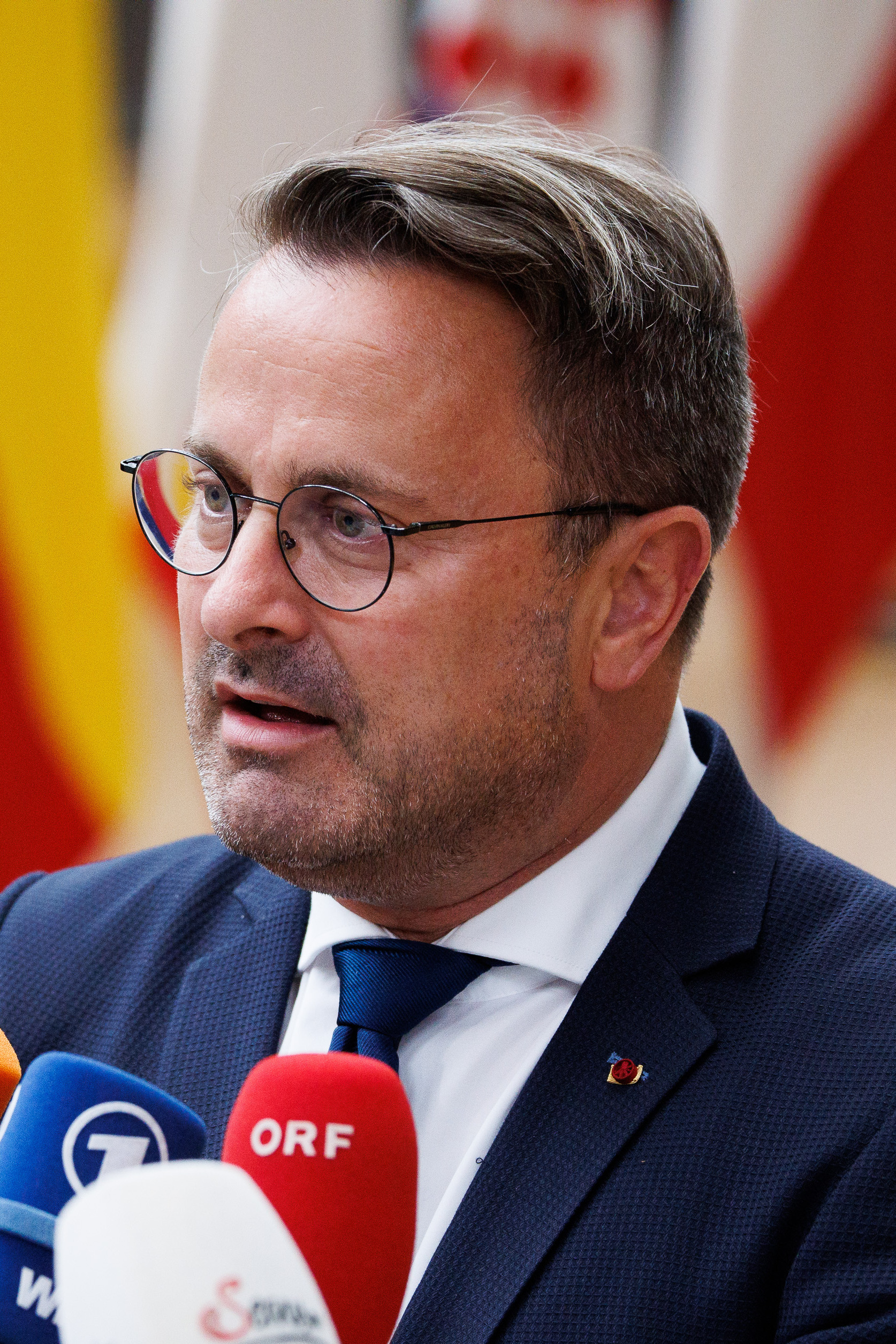
Xavier Bettel (* 1973)

- Bettelhäuser, Fritz (* 1942), deutscher Gewerkschafter, Künstler und Metallarbeiter
- Bettelheim, Anton (1851–1930), österreichischer Literaturwissenschaftler, Übersetzer und Schriftsteller
- Bettelheim, Bernard Jean (1811–1870), evangelischer Missionar
- Bettelheim, Bruno (1903–1990), US-amerikanischer Psychoanalytiker und Kinderpsychologe
- Bettelheim, Charles (1913–2006), französischer Ökonom
- Bettelheim, Ernst (1889–1959), ungarischer Jurist und kommunistischer Funktionär
- Bettelheim, Helene (1857–1946), österreichische Schriftstellerin
- Bettelheim-Gabillon, Ludwig (1882–1943), österreichischer Bühnenschauspieler
- Bettelini, Pietro (1763–1829), Schweizer Maler und Stecher
- Bettembourg, Hans (* 1944), schwedischer Gewichtheber
- Betten, Anne (* 1943), deutsche Germanistin
- Betten, Lioba (* 1948), deutsche Bibliothekarin und Verlegerin
- Bettenay, Caitlin (* 1998), australische Volleyball- und Beachvolleyballspielerin
- Bettenbühl, Heinrich (1875–1962), deutscher Bildhauer und Holzschnitzer
- Bettencourt Pereira, Teóphilo (1900–1988), brasilianischer Fußballspieler
- Bettencourt, André (1919–2007), französischer Politiker
- Bettencourt, Aníbal de (1868–1930), portugiesischer Mediziner und Bakteriologe
- Bettencourt, Bebe (* 1996), australische Schauspielerin
- Bettencourt, Emanuel (* 1961), kap-verdischer Kampfsportler, Schauspieler, Kampfchoreograf und Stuntman
- Bettencourt, José Avelino (* 1962), kanadischer Geistlicher, Erzbischof und Diplomat des Heiligen Stuhls
- Bettencourt, Liliane (1922–2017), französische Unternehmerin und Milliardärin
- Bettencourt, Nuno (* 1966), portugiesischer Gitarrist der Gruppe ExtremeNuno Bettencourt (* 1966)

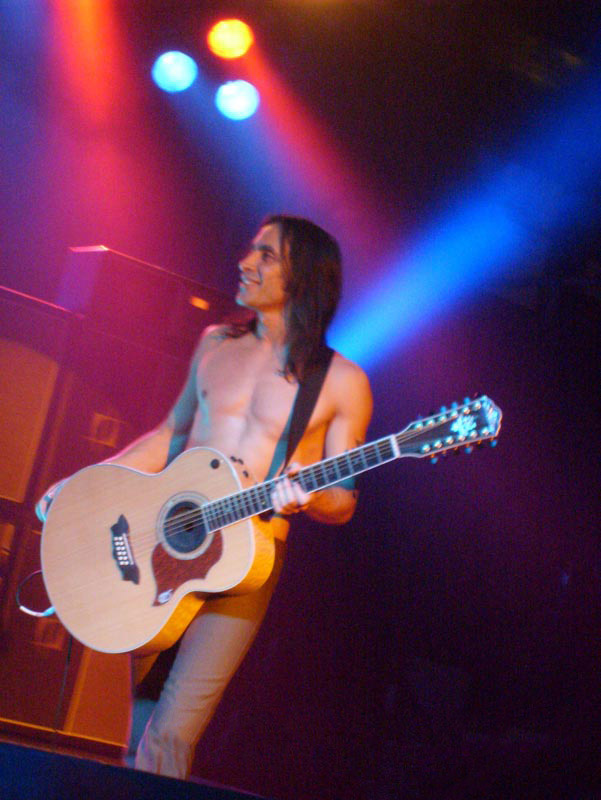
Nuno Bettencourt (* 1966)

- Bettencourt-Meyers, Françoise (* 1953), französische Industriellen-Erbin und Autorin
- Bettendorf, Adolf Johann Karl von (1640–1705), Oberamtmann in Königstein und Burggraf in Friedberg
- Bettendorf, Anton (1839–1902), deutscher Chemiker
- Bettendorf, Carl Christian (* 1973), deutscher Komponist
- Bettendorf, Dietrich von (1518–1580), Bischof von Worms (1552–1580)
- Bettendorf, Emmy (1895–1963), deutsche Opernsängerin (Sopran)
- Bettendorf, Gerhard (1926–2009), deutscher Gynäkologe/Geburtshelfer und Endokrinologe
- Bettendorf, Johann Philipp von (1718–1773), Oberamtmann in Königstein und Kurmainzer Großhofmeister
- Bettendorf, Jörg (* 1946), deutscher Notar
- Bettendorf, Lothar Johann Karl von (1674–1745), Oberamtmann in Königstein und Kurmainzer Großhofmeister
- Bettendorf, Martenne (* 1994), US-amerikanische Volleyballspielerin
- Bettendorf, Niki (1936–2018), luxemburgischer Politiker
- Bettendorf, Wolf von (1490–1555), Oberamtmann in Otzberg
- Bettendorff, Alexander (* 1985), deutscher Schauspieler
- Bettendorff, Johann Philipp (1625–1698), luxemburgischer Jesuit, römisch-katholischer Theologe, Missionar, Chronist und Maler
- Bettenfeld, Dominique, französischer Filmschauspieler
- Bettenfeld, Michel (1853–1927), französischer Fechter
- Bettenhausen, Jacques (1866–1944), Begründer des Bahnhofsbuchhandels in Deutschland
- Bettenhausen, Tony (1916–1961), US-amerikanischer Rennfahrer
- Bettenhäuser, Werner (1886–1959), deutscher Marineoffizier, zuletzt Vizeadmiral
- Bettens, Prudent (1943–2010), belgischer Fußballspieler und -trainer
- Bettens, Sam (* 1972), belgischer MusikerSam Bettens (* 1972)

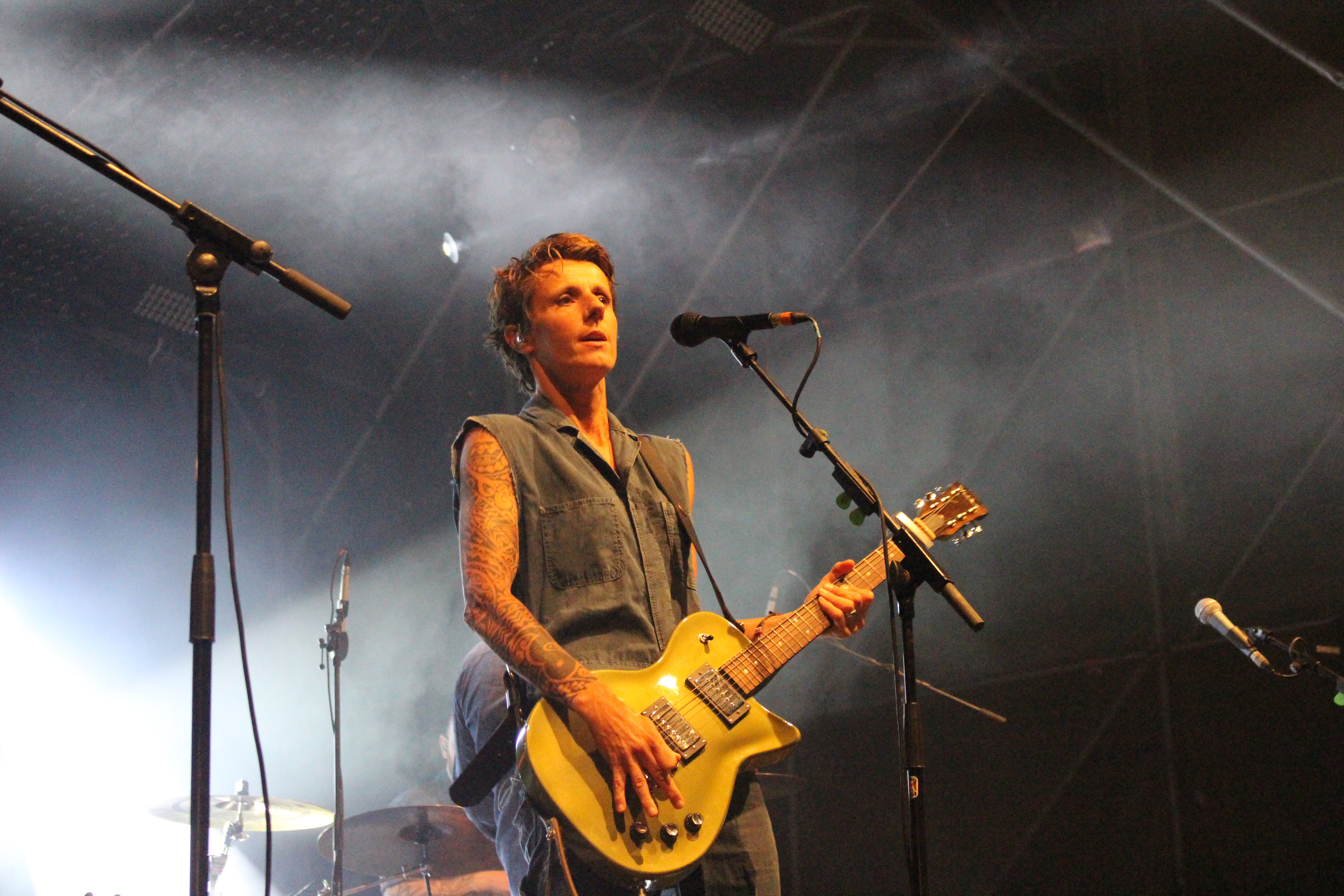
Sam Bettens (* 1972)

- Bettenstaedt, Til (* 1976), deutscher Fußballspieler
- Bettenworth, Anja (* 1973), deutsche Klassische Philologin
- Better, Manuela (* 1960), deutsche Bankmanagerin, Vorstandsvorsitzende der Hypo Real Estate Holding AG
- Bettera, Bartolomeo (* 1639), italienischer Maler
- Betteray, Dirk van (* 1969), deutscher Musiker, Musikwissenschaftler und Musikpädagoge
- Betteridge, Oliver (* 1996), britischer Eishockeyspieler
- Bettermann, Bernhard (* 1965), deutscher Schauspieler
- Bettermann, Daniel (* 1980), deutscher Politiker (SPD)
- Bettermann, Erik (* 1944), deutscher Intendant der Deutschen Welle
- Bettermann, Ernst (1903–1983), deutscher Politiker (SPD), MdL
- Bettermann, Gerhart (1910–1992), deutscher Maler und Grafiker
- Bettermann, Karl August (1913–2005), deutscher Jurist, Richter und Hochschullehrer
- Bettermann, Peter (1947–2021), deutscher Manager
- Bettermann, Stella (* 1963), deutsche Journalistin und Buchautorin
- Bettermann, Thomas (* 1956), deutscher Fusionmusiker
- Bettermann, Ulrich (* 1946), deutsch-schweizerischer Unternehmer
- Betterov (* 1994), deutscher Musiker und Schauspieler
- Betters, Harold (1928–2020), US-amerikanischer Jazzmusiker (Posaune)
- Betters, LeJerald (* 1988), US-amerikanischer Sprinter
- Betterton, Henry, 1. Baron Rushcliffe (1872–1949), britischer Politiker, Abgeordneter des House of Commons, Peer, Arbeitsminister
- Betterton, Thomas († 1710), englischer Schauspieler der Restaurations-Zeit
- Bettetini, Gianfranco (1933–2017), italienischer Semiotiker, Drehbuchautor und Filmregisseur
- Bettetini, Maria (1962–2019), italienische Philosophin
- Bettex, César (* 1863), Schweizer Sportschütze
- Bettex, Frédéric (1837–1915), Schweizer Lehrer und apologetischer Schriftsteller
- Bettex, Gustave (1868–1921), Schweizer Politiker
- Bettex, Hans (1899–1963), Schweizer und deutscher Architekt, Stadtplaner und Kommunalpolitiker
- Bettex, Jean-François (1816–1887), Schweizer Politiker
- Bettex, Sydney (1922–2004), britischer Filmarchitekt
- Bettge, Nico (* 1980), deutscher Kanute
- Bettgenhäuser, Emil (1906–1982), deutscher Politiker (SPD), MdL, MdB
- Bettger, Frank (1888–1981), US-amerikanischer Verkäufer und Autor
- Bettger, Lyle (1915–2003), US-amerikanischer Charakter-Schauspieler
- Bettges, Walter (1927–1991), deutscher Politiker (SPD), MdL und Richter
- Betthausen, Peter (1941–2025), deutscher Kunsthistoriker
- Betti van der Noot, Dino (* 1936), italienischer Jazz-Pianist, Big-Band-Leader, Arrangeur und Komponist
- Betti, Adolfo (1875–1950), italienischer Geiger und Musikpädagoge
- Betti, Bruno (1911–1986), italienischer Hindernis- und Langstreckenläufer
- Betti, Carlo Giuliano, italienischer Filmregisseur und Drehbuchautor
- Betti, Chiara (* 2002), italienische Shorttrackerin
- Betti, Daniel (* 1978), italienischer Boxer und Olympiateilnehmer 2004
- Betti, Emilio (1890–1968), italienischer Rechtswissenschaftler, Philosoph und Theologe
- Betti, Enrico (1823–1892), italienischer Mathematiker und Ingenieur
- Betti, Fiorella (1927–2001), italienische Schauspielerin und Synchronsprecherin
- Betti, Giulio (* 1933), italienischer Illustrator
- Betti, Laura (1927–2004), italienische SchauspielerinLaura Betti (1927–2004)

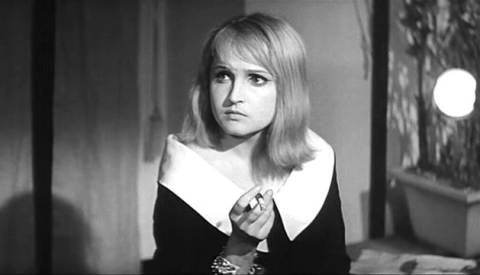
Laura Betti (1927–2004)

- Betti, Mario (1875–1942), italienischer Chemiker und Hochschullehrer, Senator
- Betti, Priscilla (* 1989), französische Sängerin und Schauspielerin
- Betti, Ugo (1892–1953), italienischer Dramatiker
- Betti, Umberto (1922–2009), italienischer römisch-katholischer Theologe und Kardinal
- Bettica, Ener (1907–1942), italienischer Militär, Offizier der italienischen Marine
- Bettiche, Amina (* 1987), algerische Hindernisläuferin
- Bettig, Patrick (* 1992), deutscher Handballspieler
- Bettiga, Andrea (* 1960), Schweizer Politiker (FDP)
- Bettignies, Louise de (1880–1918), französische Widerstandskämpferin und Geheimagentin
- Bettin, Joël (* 1966), französischer Kanute
- Bettin, Karl (1930–2022), deutscher Politiker (SED), Minister für Leichtindustrie der DDR
- Bettin, Mauro (* 1968), italienischer Radsportler
- Bettin, Maximilian-Leon (* 1994), deutscher Handballspieler
- Bettin, Tabea (* 1982), deutsche Schauspielerin
- Bettina, Melio (1916–1996), US-amerikanischer Halbschwergewichtsboxer italienischer Herkunft und NYSAC-Weltmeister
- Bettinelli, Bruno (1913–2004), italienischer Komponist
- Bettinelli, Saverio (1718–1808), italienischer Schriftsteller, Dichter, Kritiker und Historiker
- Bettinelli-Olpin, Matt (* 1978), US-amerikanischer Regisseur, Drehbuchautor, Filmschauspieler und MusikerMatt Bettinelli-Olpin (* 1978)

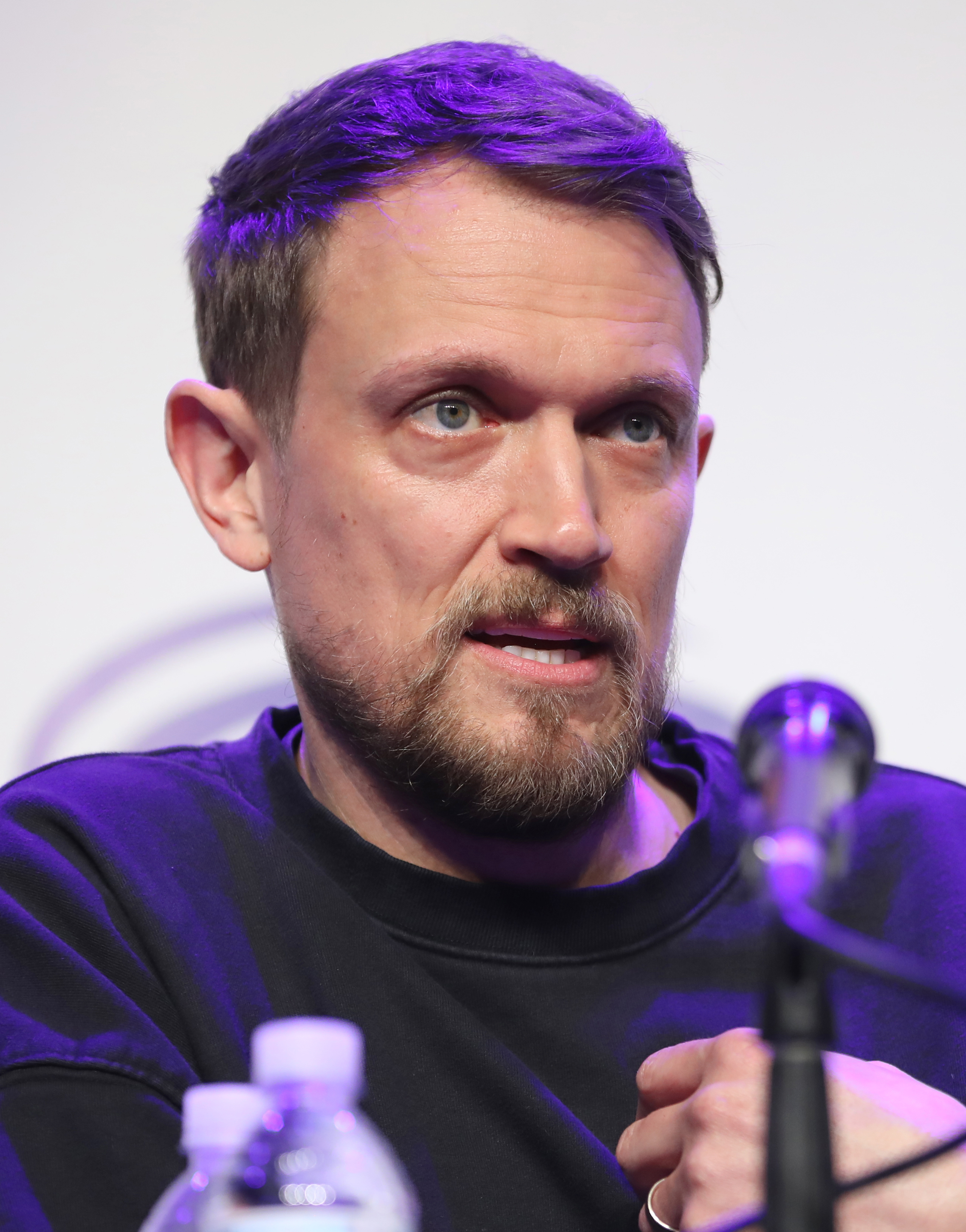
Matt Bettinelli-Olpin (* 1978)

- Betting, Ancilla (* 1938), deutsche Ordensschwester; Zisterzienserin; Äbtissin des Klosters Oberschönenfeld
- Betting, Hugo (1880–1930), deutscher Rugby- und Fußballspieler
- Bettinga, Eicke (* 1978), deutscher Filmregisseur und Drehbuchautor
- Bettingen, Frida (1865–1924), deutsche Schriftstellerin
- Bettinger, Christel, deutsche Behindertensportlerin
- Bettinger, Franziskus von (1850–1917), deutscher Kardinal
- Bettinger, Friedrich (1781–1858), badischer Amtmann
- Bettinger, Julius (1881–1966), deutscher Radrennfahrer, Erfinder und Unternehmer
- Bettinger, Manfred (* 1954), deutscher Schauspieler, Autor und Dramaturg
- Bettinger, Martin (* 1957), deutscher Journalist und Schriftsteller
- Bettinger, Wilhelm (1795–1876), bayerischer Verwaltungsbeamter, Regierungsvizepräsident und Konsistorialdirektor
- Bettini, Andrea (* 1960), Schweizer Schauspieler
- Bettini, Décimo (1910–1982), italienischer Radrennfahrer
- Bettini, Gianni (1860–1938), italienischer Erfinder
- Bettini, Giovanni Battista, Schweizer Baumeister und Stuckateur
- Bettini, Goffredo (* 1952), italienischer Politiker
- Bettini, Guy (* 1960), Schweizer Jazz- und Improvisationsmusiker, Klangkünstler und bildender Künstler
- Bettini, Mario (1582–1657), italienischer Jesuit, Astronom und Mathematiker
- Bettini, Maurizio (* 1947), italienischer Altphilologe
- Bettini, Paolo (* 1974), italienischer RadrennfahrerPaolo Bettini (* 1974)

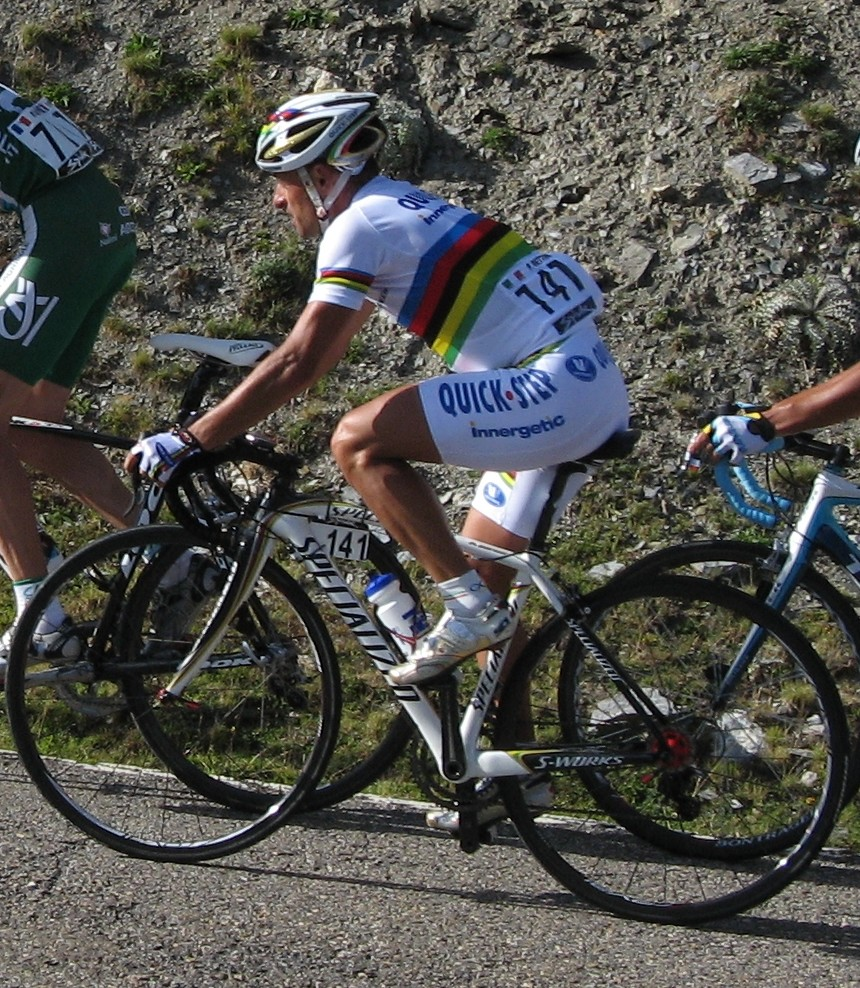
Paolo Bettini (* 1974)

- Bettini, Silla (1923–2003), italienischer Schauspieler
- Bettini-Schettini, Silvio (1885–1967), italienischer Antifaschist, Gewerkschaftler und Politiker
- Bettino Cassinelli († 1312), italienischer Migrant
- Bettinson, John (* 1940), britischer Radrennfahrer
- Bettiol, Alberto (* 1993), italienischer Radrennfahrer
- Bettiol, Giuseppe (1907–1982), italienischer Rechtswissenschaftler, Hochschullehrer, Politiker, Mitglied der Abgeordnetenkammer, Senator und Minister
- Bettiol, Grégory (* 1986), französischer Fußballspieler
- Bettiol, Salvatore (* 1961), italienischer Marathonläufer
- Bettis, Angela (* 1973), US-amerikanische SchauspielerinAngela Bettis (* 1973)

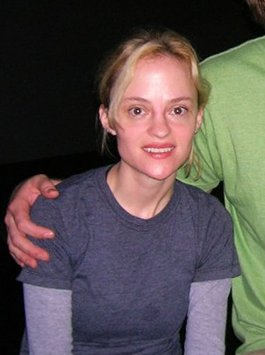
Angela Bettis (* 1973)

- Bettis, Jerome (* 1972), US-amerikanischer American-Football-Spieler
- Bettis, John (* 1946), US-amerikanischer Musiker und Songschreiber
- Bettis, Valerie (1919–1982), US-amerikanische Tänzerin und Choreografin
- Bettkober, Heinrich (1746–1809), deutscher Bildhauer
- Bettlé, Nicole (* 1969), Schweizer Historikerin
- Bettman, Gary (* 1952), US-amerikanischer Sportfunktionär
- Bettman, Gilbert (1881–1942), US-amerikanischer Jurist, Offizier und Politiker (Republikanische Partei)
- Bettmann, Henry Wald (1868–1935), US-amerikanischer Schachkomponist
- Bettmann, Otto L. (1903–1998), deutsch-amerikanischer Archivar, Medienunternehmer
- Bettmann, Siegfried (1863–1951), britischer Fahrrad-, Motorrad- und Autohersteller
- Bettmann, Siegfried (1869–1939), deutscher Dermatologe und Hochschullehrer
- Bettmer, Gilles (* 1989), luxemburgischer Fußballspieler
- Betto, Alice (* 1987), italienische Triathletin
- Betto, Frei (* 1944), brasilianischer Ordensgeistlicher und BefreiungstheologeFrei Betto (* 1944)

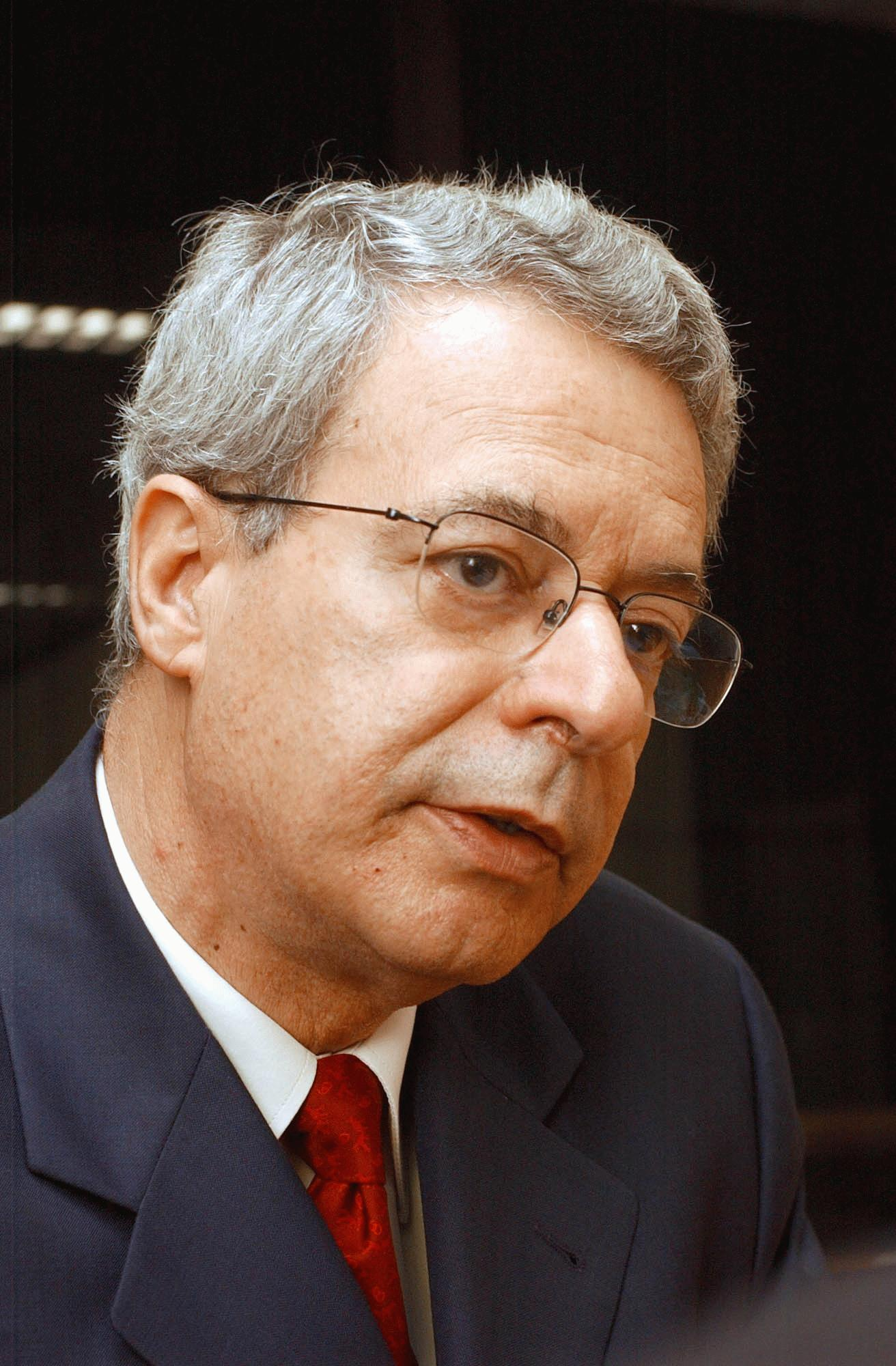
Frei Betto (* 1944)

- Bettoia, Franca (1936–2024), italienische Schauspielerin
- Betton, Arnold (1932–2009), US-amerikanischer Hochspringer
- Betton, Louie (* 2001), deutsch-dänisch-australischer Fernseh- und Filmschauspieler
- Betton, Silas (1768–1822), US-amerikanischer Politiker
- Bettoni, David (* 1971), französischer Fußballtrainer und früherer Fußballspieler
- Bettoni, Patrick (* 1975), italienisch-schweizerischer Fussballtorhüter
- Bettray, Iris (* 1963), deutsche Fernsehproduzentin und Autorin
- Bettray, Johannes (1919–1980), deutscher Theologe und Steyler Missionar
- Betts, Albert (1888–1924), britischer Turner
- Betts, Andrew (* 1977), englischer Basketballspieler
- Betts, Anson Gardner (1876–1976), US-amerikanischer Chemiker
- Betts, Blair (* 1980), kanadischer Eishockeyspieler
- Betts, Clive (* 1950), britischer Politiker, Mitglied des House of Commons
- Betts, Daisy (* 1982), australische Schauspielerin
- Betts, Daniel (* 1971), britischer Schauspieler
- Betts, Demetri (1973–2017), US-amerikanischer Sänger, Model, Autor und Pastor
- Betts, Dickey (1943–2024), US-amerikanischer Rock-GitarristDickey Betts (1943–2024)

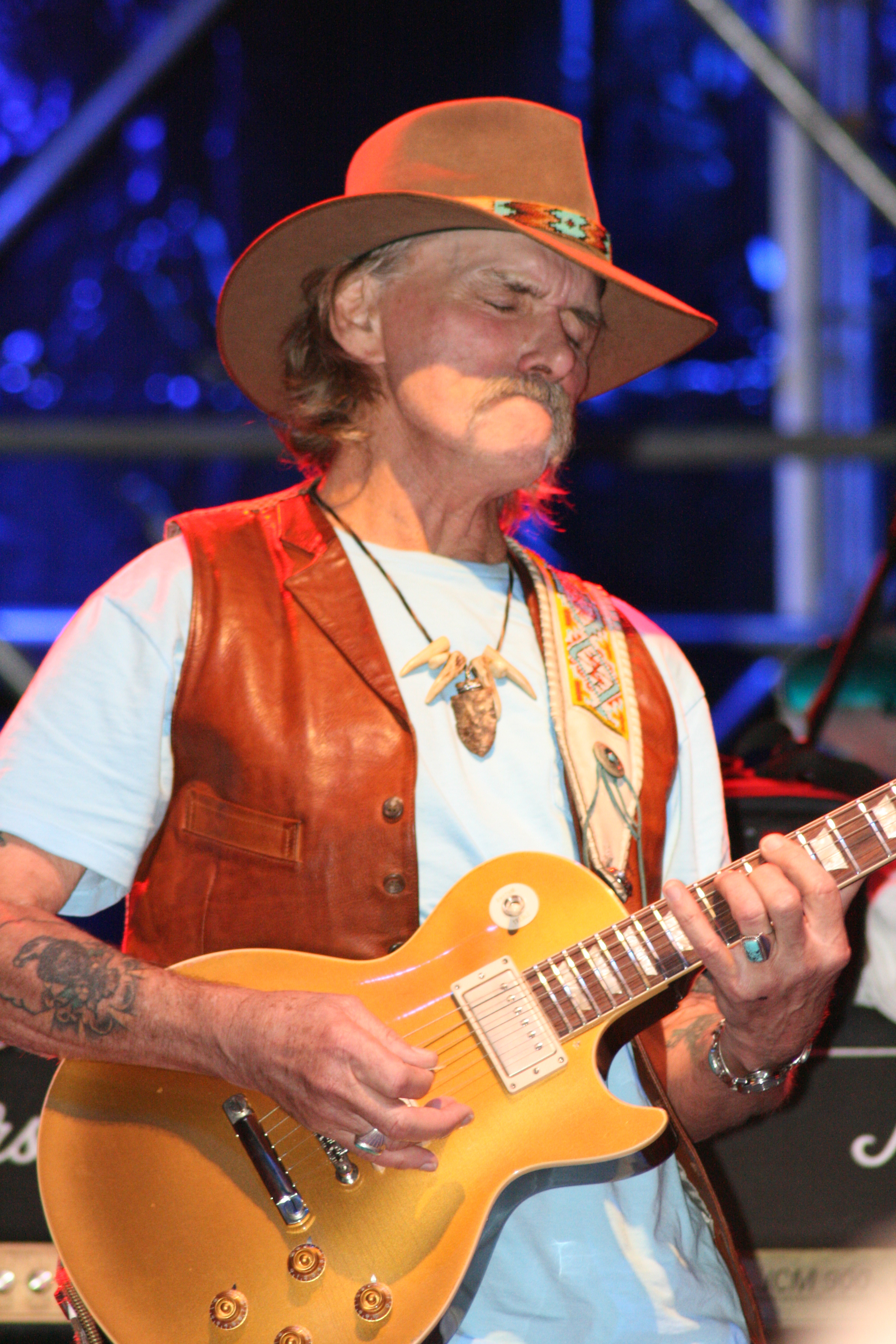
Dickey Betts (1943–2024)

- Betts, Jack (1929–2025), amerikanischer Schauspieler
- Betts, Jackson Edward (1904–1993), US-amerikanischer Politiker
- Betts, Jaden (* 2002), US-amerikanischer Schauspieler und Synchronsprecher
- Betts, Keter (1928–2005), US-amerikanischer Jazz-Bassist
- Betts, Lee (* 1980), englischer Fußballschiedsrichterassistent
- Betts, Maggie, US-amerikanische Regisseurin und Drehbuchautorin
- Betts, Mookie (* 1992), amerikanischer Baseballspieler
- Betts, Morton (1847–1914), englischer Cricket- und Fußballspieler
- Betts, Paul (* 1963), US-amerikanischer Historiker
- Betts, Peter J. (1941–2019), britisch-schweizerischer Schriftsteller, Übersetzer, Journalist
- Betts, Samuel Rossiter (1787–1868), US-amerikanischer Jurist und Politiker
- Betts, Thaddeus (1789–1840), US-amerikanischer Politiker
- Bettschart, Rudolf C. (1930–2015), Schweizer Verleger
- Bettscheider, Heribert (1938–2007), deutscher katholischer Theologe
- Betty Blitzkrieg, deutscher Rocksänger
- Bettzuege, Reinhard (* 1946), deutscher Diplomat
- Bettzüge, Marc Oliver (* 1969), deutscher VolkswirtMarc Oliver Bettzüge (* 1969)

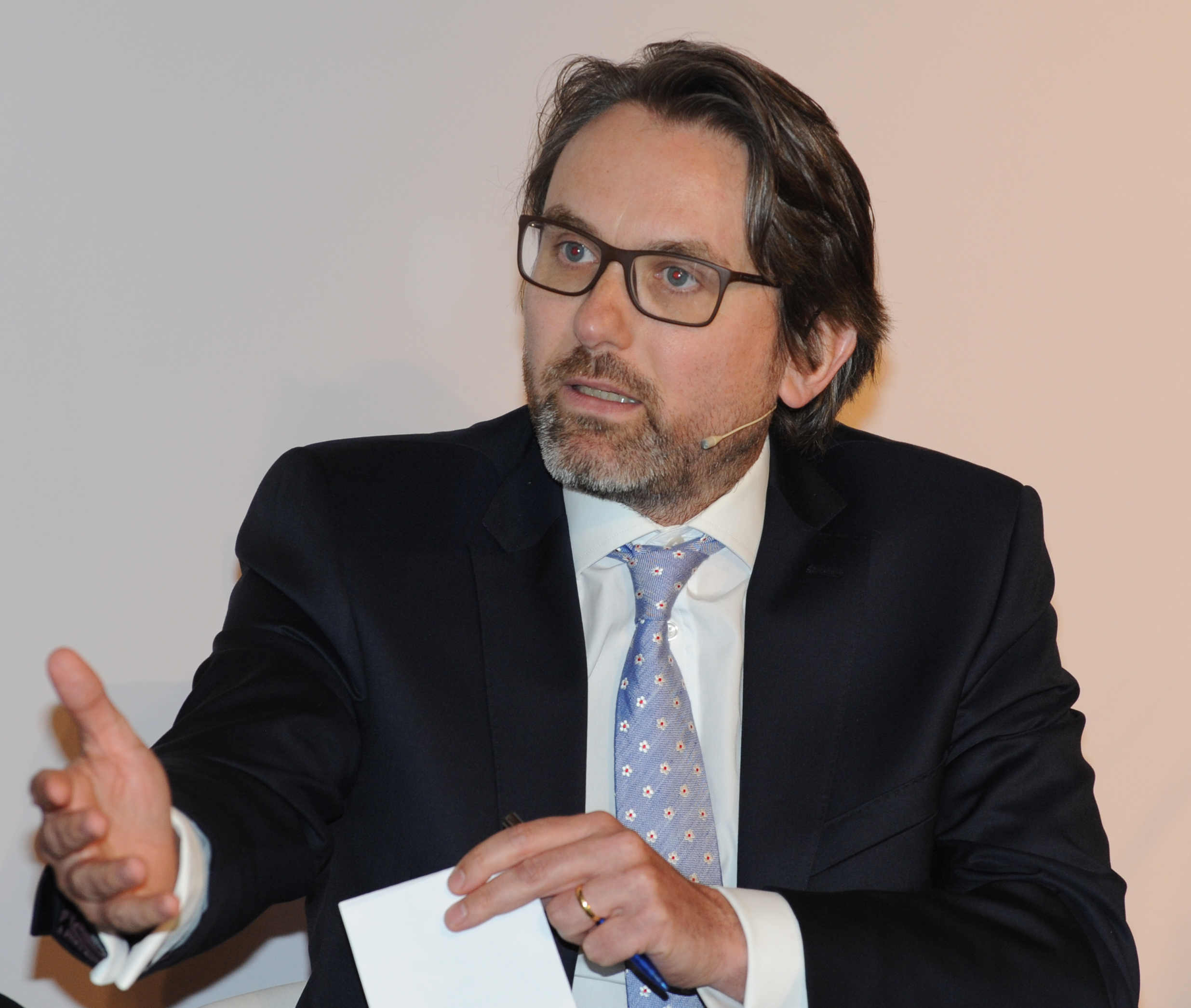
Marc Oliver Bettzüge (* 1969)

### Betu
- Betul, Taytu († 1918), Kaiserin von Äthiopien
- Betulius, Johann Ludwig (1587–1647), deutscher lutherischer Theologe, Pfarrer und Prediger

### Bety
- Betyna, Paul (1887–1967), deutscher Maler und Grafiker

### Betz
- Betz, Adam Joseph (1795–1880), deutscher Kaufmann, Spezereiwarenhändler und Bürgermeister der Stadt Worms
- Betz, Adolf (1897–1970), deutscher Politiker (KPD), MdL
- Betz, Albert (1885–1968), deutscher Physiker und Pionier der Windkrafttechnik
- Betz, Albrecht (* 1943), deutscher Germanist
- Betz, Alfons (1928–2012), deutscher Fußballschiedsrichter
- Betz, Anke (* 1940), deutsche Badmintonspielerin
- Betz, Annette, deutsche Moderatorin
- Betz, Anton (1893–1984), deutscher Verleger und Publizist
- Betz, Artur (1905–1985), österreichischer Althistoriker
- Betz, Bea (1928–2018), deutsche Architektin
- Betz, Carl (1852–1914), deutscher Kaufmann und Politiker (DVP)
- Betz, Carl (1921–1978), US-amerikanischer Schauspieler
- Betz, Christoph (* 1978), deutscher Jurist, Richter am Bundesarbeitsgericht
- Betz, Dieter (1927–2006), deutscher Geologe
- Betz, Eberhard L. (1926–2022), deutscher Physiologe
- Betz, Esther (* 1924), deutsche Verlegerin
- Betz, Franz (1835–1900), deutscher Opernsänger (Bassbariton)
- Betz, Franz (* 1952), deutscher Skilangläufer
- Betz, Franz Adam (1774–1850), badischer Beamter
- Betz, Friedrich (1819–1903), deutscher Arzt und medizinischer Schriftsteller
- Betz, Georg Martin (* 1810), württembergischer Stadtschultheiß, Verwaltungsaktuar und Königlicher Amtsnotar
- Betz, Gregor (* 1948), deutscher Schwimmer
- Betz, Hannes (* 1960), deutscher Bildhauer
- Betz, Hans (* 1931), deutscher Ruderer
- Betz, Hans Dieter (* 1931), evangelischer Theologe für neutestamentliche und frühchristliche Wissenschaften
- Betz, Hans-Dieter (* 1940), deutscher Experimentalphysiker
- Betz, Hans-Georg (* 1956), deutscher Politikwissenschaftler
- Betz, Hans-Peter (* 1952), deutscher Karnevalskünstler, Fastnachter
- Betz, Heinrich (1873–1957), deutscher Diplomat und Sinologe
- Betz, Heinrich (* 1944), deutscher Biochemiker und Mediziner
- Betz, Heinz (* 1954), deutscher Radrennfahrer und Radsportmanager
- Betz, Holger (* 1978), deutscher Fußballtorhüter
- Betz, Joachim (* 1946), deutscher Politikwissenschaftler und Hochschullehrer
- Betz, Joachim (* 1948), deutscher Mikrobiologe und Manager
- Betz, Johann Joseph (1814–1858), Bürgermeister und Mitglied der kurhessischen Ständeversammlung
- Betz, Johannes (1914–1984), deutscher Theologe, Priester und Seelsorger
- Betz, Johannes W. (* 1965), deutscher Drehbuchautor und Schriftsteller
- Betz, Karin (* 1968), deutsche Sinologin, Übersetzerin, Tänzerin und DJ
- Betz, Karl (* 1947), deutscher Pianist und Hochschullehrer
- Betz, Karl-Heinz (* 1946), deutscher Biologe und Jagdjournalist
- Betz, Kaspar Wilhelm (1814–1882), Landtagsabgeordneter Großherzogtum Hessen
- Betz, Klaus, Geschäftsführer Imtech Deutschland
- Betz, Laurine (* 1986), deutsche Schauspielerin und Synchronsprecherin
- Betz, Louis-Paul (1861–1904), deutscher Literaturwissenschaftler
- Betz, Maja (* 1998), deutsche TriathletinMaja Betz (* 1998)

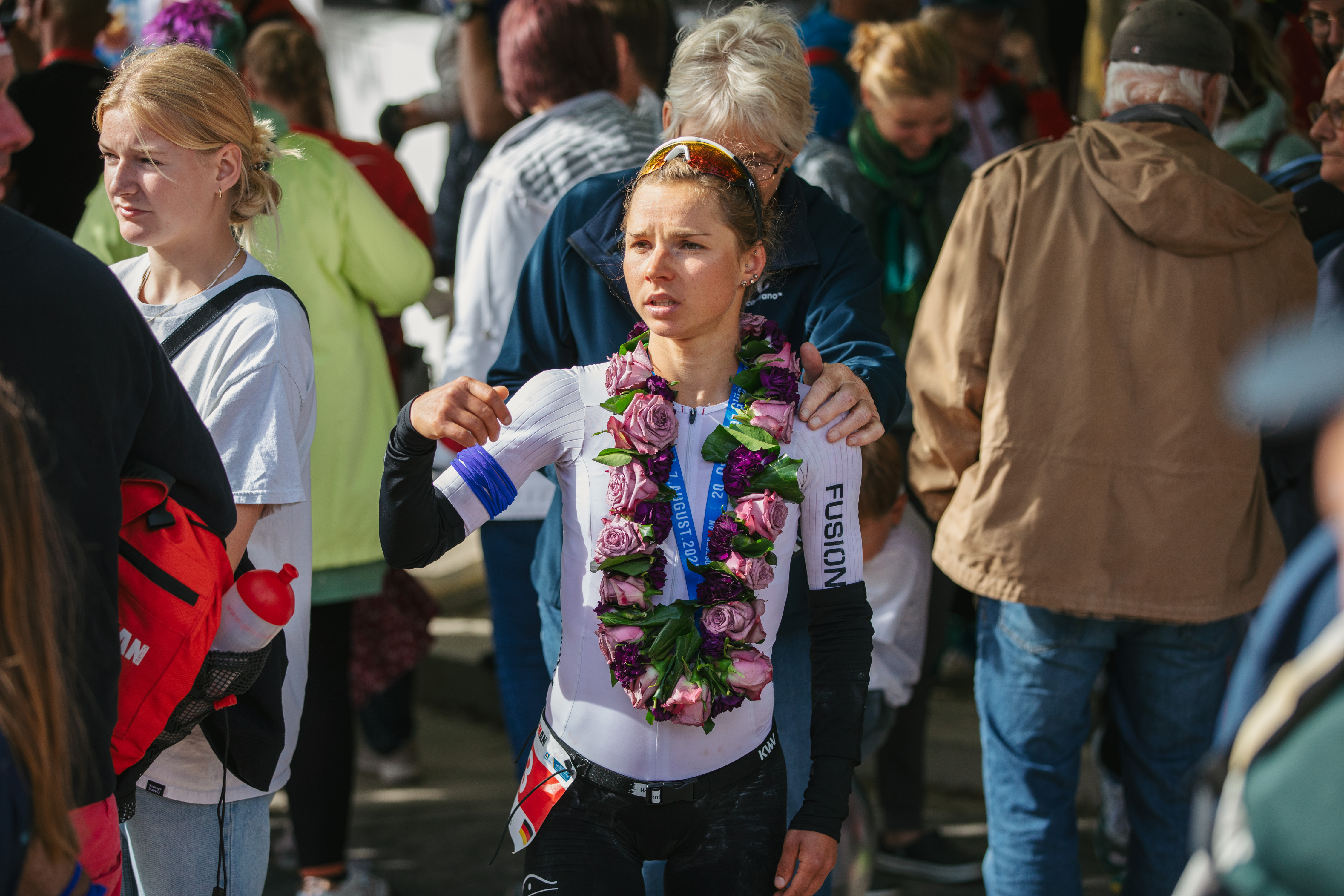
Maja Betz (* 1998)

- Betz, Marianne (* 1959), deutsche Flötistin und Musikwissenschaftlerin
- Betz, Martin (* 1964), deutscher Kabarettist und Autor
- Betz, Michael (* 1959), deutscher Hörfunkmoderator und Sprecher
- Betz, Michael (* 1962), deutscher Eishockeyspieler
- Betz, Otto (1882–1968), deutscher Kommunalpolitiker
- Betz, Otto (1917–2005), deutscher Theologe und Universitätsprofessor
- Betz, Otto (* 1927), deutscher katholischer Religionspädagoge
- Betz, Paul (1895–1944), deutscher Generalmajor im Zweiten Weltkrieg
- Betz, Pauline (1919–2011), US-amerikanische Tennisspielerin
- Betz, Peter (1913–1974), deutscher SS-Hauptscharführer im KZ Dachau
- Betz, Peter (1929–1991), deutscher Ruderer
- Betz, Ralf (* 1966), deutscher Drehbuchautor und Schauspieler
- Betz, Robert (* 1953), deutscher Transformations-Therapeut
- Betz, Rudolf (1907–1970), deutscher Fotograf
- Betz, Sebastian (* 1985), deutscher Basketballspieler
- Betz, Siegfried (* 1943), deutscher Badmintonspieler
- Betz, Stefan (* 1970), deutscher Filmregisseur und SchauspielerStefan Betz (* 1970)

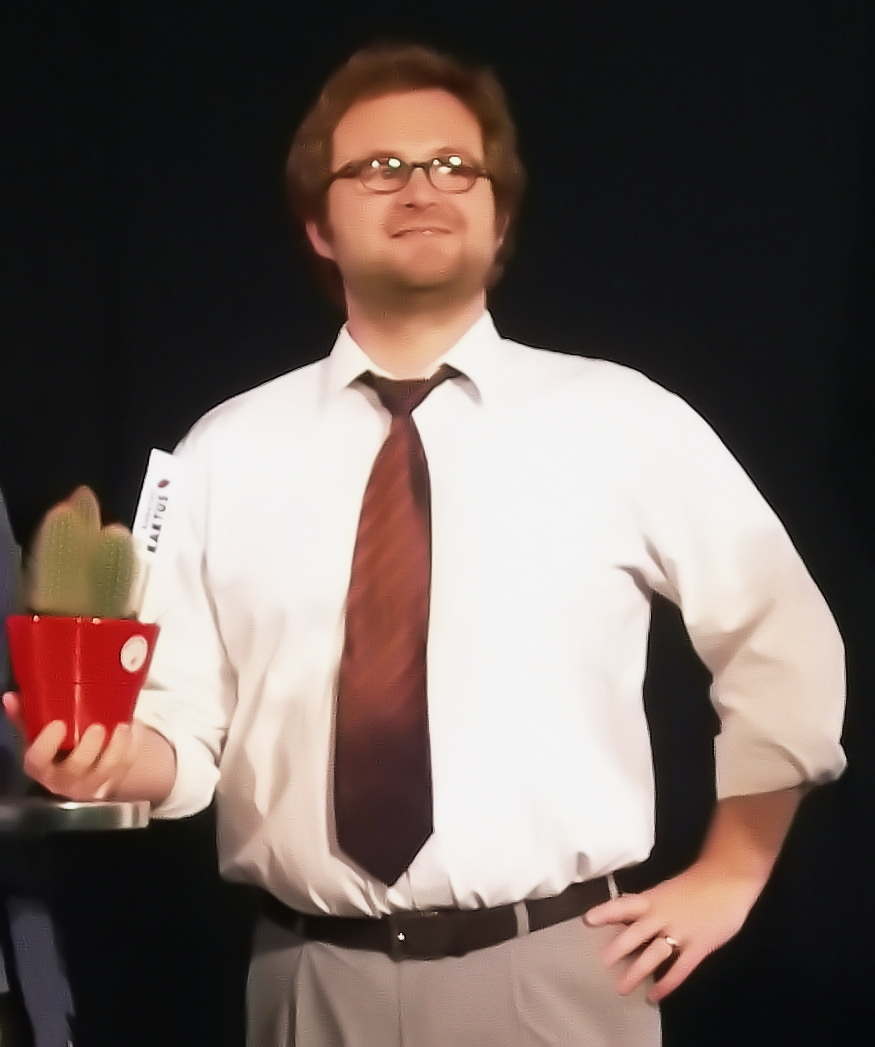
Stefan Betz (* 1970)

- Betz, Susanne (* 1959), deutsche Journalistin und Schriftstellerin
- Betz, Teresa (* 1991), deutsche Reporterin
- Betz, Theo (1907–1996), deutscher Politiker (CSU), Oberbürgermeister der kreisfreien Stadt Neumarkt in der Oberpfalz
- Betz, Theresa (* 1988), deutsche Fußballspielerin
- Betz, Walter (* 1931), deutscher Fußballspieler
- Betz, Walther (1929–2010), deutscher Architekt
- Betz, Werner (1912–1980), deutscher Mediävist und Linguist
- Betz, Werner (* 1953), deutscher Radrennfahrer
- Betz, Willi (1927–2015), deutscher Speditionsunternehmer
- Betz, Wladimir (1834–1894), ukrainischer Anatom und Histologe
- Betz, Yvonne (* 1976), deutsche Popsängerin
- Betzel, Adam (1839–1922), bayerischer Generalmajor
- Betzel, Clemens (1895–1945), deutscher Generalleutnant im Zweiten Weltkrieg
- Betzelbacher, Fritz (* 1935), deutscher Motorradrennfahrer
- Betzelt, Sigrid (* 1963), deutsche Sozialwissenschaftlerin und Hochschullehrerin
- Betzendahl, Walter (1896–1980), deutscher Psychiater, Neurologe und Hochschullehrer
- Betzendörfer, Reinhold (* 1964), deutscher Fußballspieler und -funktionär
- Betzgen, Lennart (* 1996), deutscher SchauspielerLennart Betzgen (* 1996)

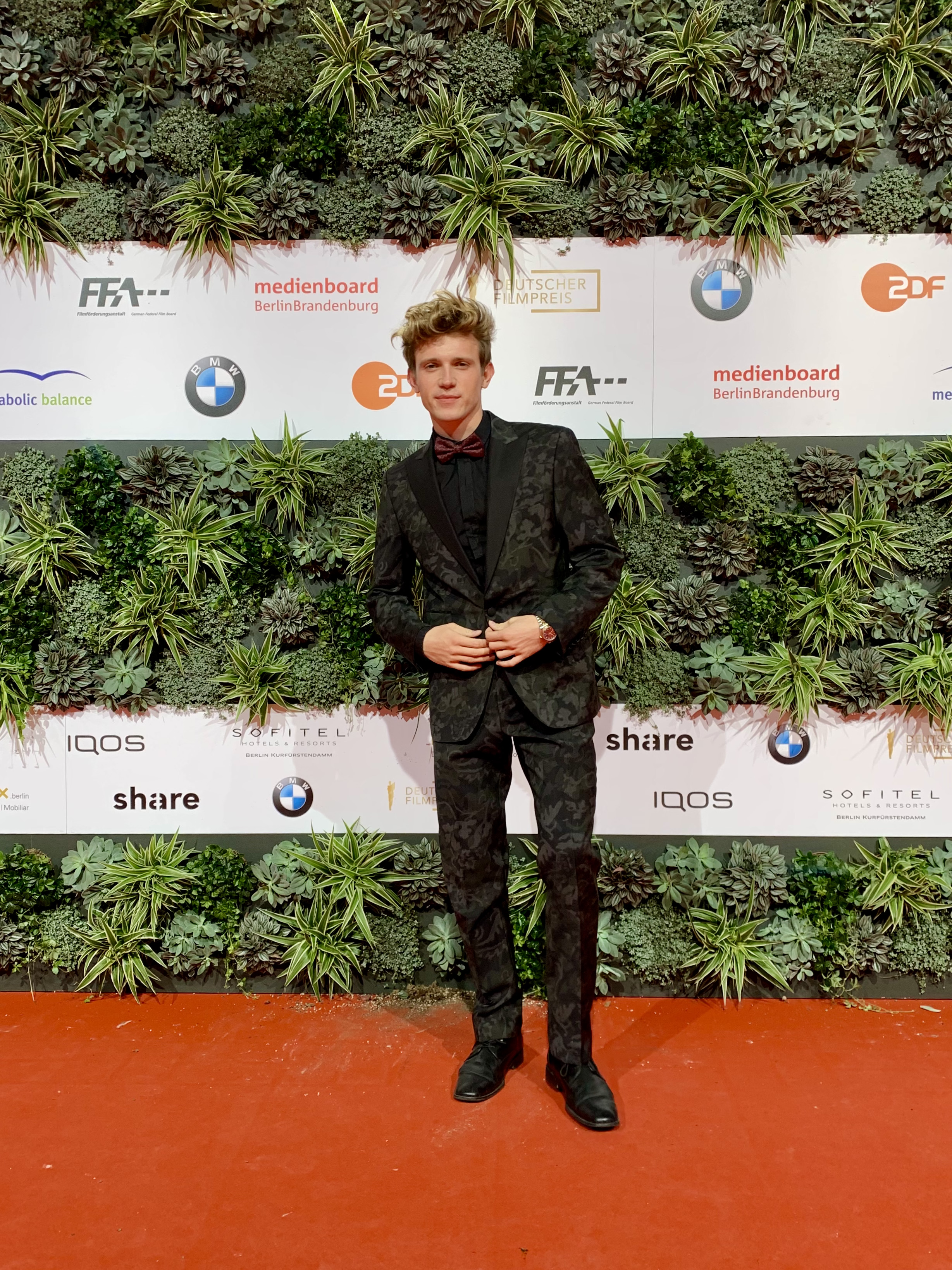
Lennart Betzgen (* 1996)

- Betzholz, Dennis (* 1985), deutscher Journalist, Autor und Verleger
- Betzien, Max (* 1994), deutscher Volleyball- und Beachvolleyballspieler
- Betzig, Eric (* 1960), US-amerikanischer Physiker
- Betzing, Lorenz (1930–2004), deutscher Spion (DDR)
- Betzinger, Johann Baptist (1811–1891), deutscher Verwaltungsjurist
- Betzl, Christoph (* 1949), deutscher Motorrad-Bahnrennfahrer
- Betzl, Karl Michael (* 1947), deutscher Jurist und Diplomkaufmann
- Betzl, Leo (* 1991), deutscher Jazzmusiker (Piano, Komposition)
- Betzler, Emil (1892–1974), deutscher Maler, Zeichner, Radierer, Lithograph und Kunsterzieher
- Betzler, Eugen (1915–1991), deutscher Politiker (SPD), MdL
- Betzler, Georg (1850–1942), deutscher Politiker und Abgeordneter der Zentrumspartei im württembergischen Landtag
- Betzler, Maximilian (1891–1988), deutscher Veterinär
- Betzner, Andrea (* 1966), deutsche Tennisspielerin
- Betzner, Anton (1895–1976), deutscher Schriftsteller und Journalist
- Betzner-Brandt, Michael (* 1972), deutscher Chorleiter, Singanimator, Autor, Pädagoge, Workshopleiter und Stummfilmpianist
- Betzou, Martin (1893–1973), deutscher Maler
- Betzwieser, Fritz (1929–1993), deutscher römisch-katholischer Priester
- Betzwieser, Thomas (* 1958), deutscher Musikwissenschaftler